# James Longstreet
James Longstreet (Edgefield District, Dél-Karolina, 1821. január 8. – Gainesville, Georgia, 1904. január 2.) az amerikai polgárháború konföderációs, déli erőinek egyik legfontosabb tábornoka volt, Robert E. Lee tábornagy közvetlen beosztottja, aki legmegbízhatóbb hadtestparancsnokára „vén csataménem” névvel utalt. Longstreet az Észak-Virginiai hadsereg majdnem minden ütközetében együtt küzdött vele a keleti hadszíntéren és részt vett Braxton Bragg parancsnoksága alatt a chickamaguai csatában a nyugati hadszíntéren a Tennessee hadsereggel. Jeffry D. Wert történész életrajzírója szerint „Longstreet ... volt a legjobb hadtestparancsnok az Észak-Virginiai hadseregben; mi több állítható, hogy ő volt a legjobb az egész háborúban, mindkét felet beleértve.”
Longstreet hadvezéri tehetsége nagyban mind támadó, mind védekező szerepkörben elősegítette a konföderációs győzelmet a második manassassi csatában, a fredericksburgi csatában és a chickamaugai csatában. Szintén nagy szerepet játszott a Hétnapos csata ütközeteiben és Antietamnél, és megsebesüléséig a Vadon csatában is. Nem nyújtott azonban jó teljesítményt többé-kevésbé önálló parancsnokságot kapva a Knoxville hadjárat során, mely végül konföderációs vereséggel ért véget. Legvitatottabb a gettysburgi csatában játszott szerepe, mikor Lee tábornaggyal a követendő taktikán súlyos nézeteltérésbe kerülve késve és vonakodva teljesítette parancsait, valamint megpróbálta elkerülni az általa hibásnak tartott támadás megszervezését és kivitelezését, melyet ma Pickett-roham néven ismerünk.
A háborút követően a Republikánus pártba való belépésének és barátja Ulysses S. Grant elnök segítségének köszönhetően karrierje felívelt. A kormányzat tagjává válva diplomataként, közszolgaként és adminisztrációs munkakörben teljesített szolgálatot. A kormányzati szerepvállalás és memoárjában Lee tábornagy hadvezetésének kritizálásával szinte egyetemes utálatot váltott ki a déli országrészen, sok esetben korábbi bajtársai is elhatárolódtak tőle. Mikor a Rekonstrukciót ellenző White League (Fehér Liga) ellenében néger milicistákat vezetett harcba az 1874-es Liberty Place-i ütközetben, egyetemesen gyűlölt figurává vált Délen. A Lost Cause (veszett ügy) prókátorai Longstreet gettysburgi tevékenységét is utólagos tettei alapján kezdték megítélni, melyből kinőtt annak legendája, hogy árulása, vagy kontársága vezetett a csata és így a háború elvesztéséhez. Longstreet megítélése több mint egy évszázadig szenvedte ennek kihatásait.

## Ifjúsága és karrierje
James Longstreet 1821. január 8-án született a dél-karolinai Edgefield körzetben, mely a Észak-Augusta része és Edgefield megye névre hallgat. Apja, James Longstreet (1783–1833) németalföldi családból származott, őse Dirck Stoffels Langestraet 1657-ben Holland Köztársaságból emigrált az anyaország Új-Hollandia gyarmatára és a családnév az idők folyamán angolos formára változott. Anyja, Mary Ann Dent (1793–1855) angol felmenői New Jersey-ben és Marylandből vándoroltak Dél-Karolinába. Mary szüleinek gyapotültetvényük volt a később megalapított északkelet-georgiai Gainesville faluja mellett. Az ifjabb James a szülők ötödik gyermeke volt, akit apja a pompától távol eső, vidékies ültetvényen élve szilárd jellemére utalva Peter néven hívta, melynek Pete, vagy Old Pete formájú beceneve elkísérte egész élete során.
Az idősebb James katonai karriert szánt fiának, de úgy érezte, hogy a helyi oktatás ehhez nem fogja eléggé felkészíteni, ezért kilencéves korában Augustába küldte, hogy testvére, Augustus Baldwin Longstreet házában éljen. Augustus újságszerkesztő és methodista egyházfi volt. James nyolc évet töltött az Augusta határában fekvő Westover ültetvényen és az Academy of Richmond County iskolájába járt. Mikor 1833-ban látogatóba jött apja meghalt a kolerajárványban, anyja és testvérei az alabamai Somerville-be költöztek a járvány elől. James azonban továbbra is Augustus bácsikája házában maradt.
1837-ben Augustus megpróbált ajánlást szerezni James számára a West Point katonai akadémiára, de a kongresszusi körzet másnak adta a lehetőséget, így James 1838-ban rokonától, Reuben Chapmantől kapta meg a szükséges ajánlást, aki Alabama első körzetét képviselte, ahol édesanyja élt. James rossz tanuló volt, állandóan büntetőfeladatokat kapott gyenge előmenetele miatt és végül 56 fős évfolyamának 54. eredményét elérve diplomázott 1842-ben. Társai azonban kedvelték és sok barátja később magas rangra emelkedett a polgárháború folyamán, úgy mint George Henry Thomas, szobatársa William S. Rosecrans, John Pope, D. H. Hill, Lafayette McLaws, George Pickett, és Ulysses S. Grant az 1843-ban végző fiatalabb évfolyamból. Longstreet hadnagyi rangot kapott a 4. gyalogezred kötelékében, és két évet szolgált a Missouri állambeli Jefferson Barracksban, ahol egy év múlva csatlakozott hozzá barátja, Grant.
Nem sokkal ezután Longstreet megismerte jövőbeli feleségét Maria Louisa Garlandet, akit családja Louise néven hívott. Louise Longstreet ezredparancsnokának, John Garland alezredes lánya volt. 1848 márciusában, a mexikói–amerikai háború után házasodtak össze. Noha több mint 40 évig együtt éltek és tíz gyermekük született, Longstreet emlékiratában egyszer sem említette meg feleségét. A kapcsolatukról szóló legtöbb anekdotát a történészek második feleségének Helen Dortch Longstreetnek írásaiból ismerik.
Körülbelül azzal egyidőben, hogy Longstreet udvarolni kezdett Louise-nek, Grant összeismerkedett barátja negyedfokú unokatestvérével Julia Denttel és udvarolni kezdett neki, amely viszony szintén házassággal végződött. Történészek egyetértenek benne, hogy Longstreet részt vett Grant 1848. augusztus 22-i esküvőjén St. Louisban, de nem világos, hogy milyen szerepkörben. Grant életrajzírója, Jean Edward Smith azt gyanítja, hogy Longstreet lehetett a tanú. John Y. Simon, Julia Grant memoárjának szerkesztője ellenben arra a következtetésre jutott, hogy az egyik vőfély lehetett. Longstreet életrajzírója, Donald Brigman Sanger szerepét nem meghatározottként jellemezte, miközben rámutatott, hogy sem Longstreet, sem Grant nem említett semmilyen szerepet a visszaemlékezéseiben.

## A mexikói–amerikai háború
Longstreet kiváló eredménnyel szolgált a mexikói–amerikai háborúban a 8. gyalogezred kötelékében. A háború kezdetén hadnagyi rangban küzdött a monterreyi ütközetben 1846 szeptemberében Zachary Taylor tábornok hadseregében. A contrerasi és a churubuscói ütközet után címzetes századossá léptették elő, majd a Molino del Rey-i ütközet után címzetes őrnagyi rangot kapott. 1847. szeptember 12-én a chapultepeci ütközetben ezredzászlajával a kezében a domboldalon felfelé támadva combsebet kapott és eleste után a zászlót barátja, George E. Pickett hadnagy kezébe adta át, aki felért vele a dombtetőre.
Kiemelkedő szolgálatellátásával felhívta magára a figyelmet Taylor és Winfield Scott parancsnoksága alatt. Longstreet tagja lett az 1847-es Azték Klubnak, mely a háború veterán tisztjeit tömörítette.
A háború a chapultepeci sebéből való felépülés után Longstreet a texasi határvidéken látott el katonai szolgálatot a Martin Scott-erődben, Fredericksburg közelében, valamint az el pasói Bliss-erődben, ahová feleségét is magával vitte. Felderítő küldetéseket hajtott végre, illetve a 8. gyalogezred számvevőtisztje volt őrnagyi rangban 1858 júliusától. Kevin Phillips állítása szerint Longstreet részt vett egy Chihuahua mexikói szövetségi állam annexiójára irányuló összeesküvésben.
Longstreet nem volt lelkes támogatója a szecessziónak, de Augustus bácsikája viszonylag korán megismertette az államok önrendelkezési jogának doktrínájával, melyben saját maga szenvedélyesen hitt. Mikor a déli államok az Egyesült Államoktól 1861-ben elszakadtak júniusban Longstreet kilépett az uniós hadseregből és csatlakozott a megalakuló Konföderációs Hadsereghez. Noha dél-karolinai születésű volt és családja Georgiából származott, a west pointi ajánlás miatt szolgálatait Alabama államának ajánlotta fel. Ebben talán az a számítás is közrejátszott, hogy ezzel ő lehetett a West Pointot végzet tisztek közül a rangidős Alabamában, így az állami milíciában is vezető pozíció betöltésére számíthatott.

## Az amerikai polgárháborúban

### A Bull Run-i csatában és a Virginia-félszigeti hadjáratban
Longstreet a konföderációs hadsereg alezredeseként érkezett meg Richmondba. 1861. június 22-én rezidenciáján találkozott Jefferson Davisszel, a Konföderáció elnökével, ahol megtudta, hogy június 17-i hatállyal dandártábornokká léptették elő, mely rangot június 25-én fogadott el. P. G. T. Beauregard dandártábornoknál kellett szolgáltra jelentkeznie Manassasnél. Az irányítása alá rendelt dandárt három virginiai ezred képezte, az 1., a 11. és a 17. virginiai ezred.
Longstreet összeállította törzskarát és folyamatosan gyakorlatoztatta dandárját. Július 18-án estek át a tűzkeresztségen a Blackburn-gázlónál vívott ütközetben, mikor a Virginiai hadsereg harcfelderítési akcióját verték vissza. Ez három nappal előzte meg az Unió fő támadását, melyet a hadsereg másik szárnya ellen indítottak, így a dandár és a védelmezett híd mellékes szerepet játszott a július 21-i csatában, noha az ellenséges ágyútüzet kilenc órán keresztül kellett állniuk. Longstreet nagyon dühös volt, hogy parancsnokai nem engedélyezik a megvert szövetségi hadsereg energikus üldözését. Törzsfőnöke, G. Moxley Sorrel feljegyezte, hogy „mélyen dühbe lovalta magát. Kalapját mérgében a földhöz vágta, megtaposta és keserűen káromkodott.” Sorrell szerint azt mondta: „Visszavonulás! A pokolba is, a szövetségi hadsereg darabokra esett szét!” Október 7-én Longstreetet vezérőrnaggyá léptették elő és megkapta az Észak-Virginiai hadsereg egyik hadosztályának irányítását, mely négy gyalogdandárból és a Hampton Légióból állt.
1862 januárjában tragédia sújtott le a Longstreet családra. A richmondi skarlátjárvány egy héten belül kioltotta az egy éves Mary Anne, a négyéves James és a tizenegy éves Augustus életét. A 13 éves Garland szintén majdnem belehalt a betegségbe. Gyermekei halála mélyen leverte és visszahúzódóvá tette Longstreetet. 1861-ben főhadiszállását partik, ivászatok és kártyázás jellemezték. A temetésről való visszatérése után komorabb lett, alkoholt vajmi ritkán ivott és hitbuzgó episzkopálissá vált.
1862 tavaszán Longstreet teljesítménye változó volt a Virginiai-félszigeti hadjárat folyamán. Yorktownnál és Williamsburgnél hatékony utóvédharcot folytatott az előrenyomuló Potomac hadsereggel szemben, mikor George B. McClellan vezérőrnagy Richmond felé nyomult előre. A Seven Pines-i ütközet során rossz irányba vitte katonáit, s ezzel torlódás és káoszt okozott a konföderációs felsorakozás közben, amely szerepet játszott a McClellan ellen indított ellentámadás kudarcában. Jelentésében a hibáért a valójában vètlen Benjamin Huger tábornokot okolta. Joseph E. Johnston tábornagy megsebesült az ütközetben és hamarosan Robert E. Lee tábornagy váltotta fel az Észak-Virginiai hadsereg élén.
1862 júniusában a Hétnapos csata ütközeteiben Longstreet irányítása alatt működött az Észak-Virginiai hadsereg majdnem felét kitevő 15 dandárja, mellyel McClellan csapatait visszaszorították a Virginiai-félszigetre. Longstreet tehetséges és kezdeményezőkész parancsnoknak bizonyult új, megnövekedett felelősségű szerepkörében, különösen a Gaines' Mill-i ütközetben és Glendale-nél. Lee hadseregének hadosztályparancsnokai közül többen gyenge teljesítményt nyújtottak, köztük rá nem jellemző módon Stonewall Jackson is, és emiatt nem sikerült a Potomac hadsereg megsemmisítése. G. Moxley Sorrel Longstreet magabiztos és átgondolt teljesítményét méltatva azt írta: „Sziklaszilárdan állt, miközben a csatatéren néha az egész világ darabokra esni látszott.” Lee szerint „Longstreet volt a jobbomban tartott hadvezéri pálca.” Ezzel Lee elsőszámú beosztottjává vált.

### A második bull run-i csata, a marylandi hadjárat, és a fredericksburgi csata
Lee hadtestparancsnokait általában úgy ábrázolják, hogy Stonewall Jackson volt a vakmerő, támadó szellemű komponens, és Longstreet inkább a védekező stratégiát, valamint taktikai megoldásokat testesítette meg. Míg Jacksont a hadsereg pörölyeként jellemezték, Longstreet volt az üllő a hasonlatban. 1862 augusztusában az észak-virginiai hadjáratban ezek a szerepek bizonyos mértékben megfordultak. Longstreet irányította a hadsereg jobbszárnynak nevezett felét, melyet később az első hadtestté neveztek át, Jackson pedig a balszárnyat, későbbi nevén a második hadtestet. Jackson Lee parancsa alapján egy széles ívű kerüléssel rávetette magát egy kritikus pontra John Pope vezérőrnagy Virginiai hadserege vasúti utánpótlási vonalán Centerville-nél. A depó készleteinek felprédálása és elégetése után védelmi állásba vonult a közeli vasúti töltés mögött és a dombok lankáin. Pope elfogadta a felkínált ütközetet és augusztus 28–29-én egymás után indította a rohamokat azzal a céllal, hogy Lee hadseregének felét megsemmisíthesse. A második bull run-i csatában Pope addig támadta Jackson erőit, míg Longstreet jobbszárnya megérkezett a csatatérre és megindított az ellentámadást, amely elsöpörte a szövetségi hadsereget. A háború után Longstreetet az a kritika érte, hogy lassú haladásuk miatt Jacksonnak két teljes napig kellett létszámhátrányban védekeznie, de a jobbszárny egy 24 órás periódusa alatt durván 50 km-t tett meg és Lee nem tett kísérletet rá, hogy gyorsabban koncentrálja erőit.

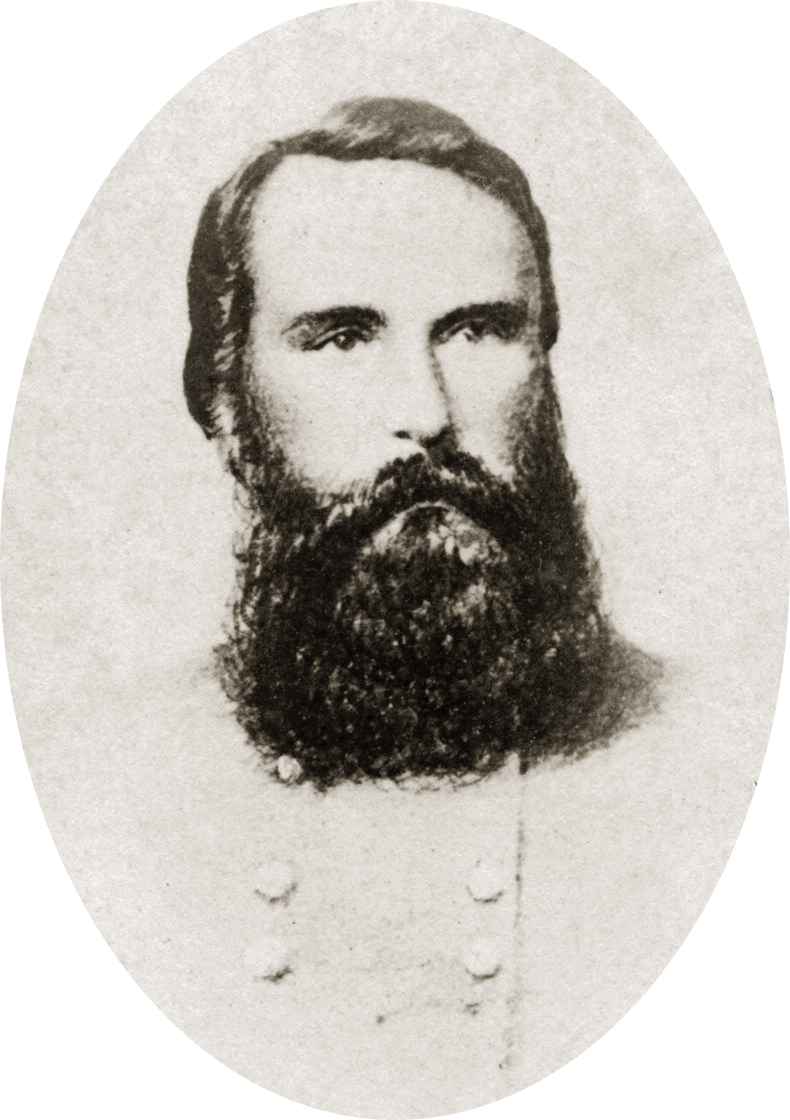
Longstreet 1862 körül

Amikor Longstreet csapatai augusztus 29-én dél körül megérkeztek, Lee szárnytámadást tervezett az uniós hadsereg ellen, mely Jacksonra fókuszálta figyelmét. Longstreet Lee három támadásra való ösztökélése alól is kibújt, azt ajánlva helyette, hogy harcfelderítést indítsanak az előttük levő terep felderítése céljából. Délután 6:30-ra Shanks Evans dandártábornok hadosztálya előrenyomult az V. hadosztály csapatai ellen és Longstreet 8:30-kor visszavonta őket, miután tájékozódott a terepviszonyok és az ellenség pozíciója felől. Másnap Longstreet előkészületei meghozták eredményüket, mivel tüzérsége nagy szerepet játszott benne, hogy Jackson vissza tudta verni az V. hadtest támadását és kihasználva a szövetségi erőkön eluralkodó káoszt csapatait saját kezdeményezésére ellentámadásra indította, mielőtt Lee-től várt támadási parancs megérkezett volna. A bekövetkező fényes győzelem ellenére Longstreet teljesítményét a háború után kritika érte a veszett ügy szószólói részéről, akik azt állították, hogy lassúsága és támadástól való vonakodása, valamint Lee-vel szembeni engedetlensége annak a vitatott viselkedésnek hírnöke volt, melyet 1863. július 2-án a Gettysburgi csatában tanúsított. Lee életrajzírója, Douglas Southall Freeman történész szerint: „A gettysburgi katasztrófa magvai közül jó néhányat ebben a momentumban vetettek el, mikor Lee meghajolt Longstreet akarata előtt és Longstreet rájött, hogy meg fog.”
A kritikával ellentétben másnap augusztus 30-án Longstreet képességeinek legjavát adta. Pope abba a hitbe ringatta magát, hogy Jackson visszavonulásba kezdett és Longstreet kihasználva a rossz helyzetmegítélést több mint 25 000 katonájával erőteljes támadást indított a Potomac hadsereg balszárnya ellen. Négy órán keresztül „óriási pörölyként mérték a csapásokat”, s eközben Longstreet aktívan irányította tüzérségét és küldte csapatait a harcba. Longstreet és Lee egy helyen tartózkodtak és így mindketten uniós ágyútűz alá kerültek a roham közben. Noha a szövetségi csapatok elkeseredetten védekeztek, Pope hadserege a szégyenteljes első bull run-i vereséghez hasonlóan meghátrálni kényszerült, melyet nagyjából ugyanazon a területen szenvedtek el. Longstreet a győzelem teljes dicsőségét Lee „okos és briliáns” hadjáratának tulajdonította, elismerve parancsnoka érdemeit; saját maga számára azonban a stratégiai offenzívával párosodó taktikai védelmi harc modellértékű megoldás volt, mely a háború megnyeréséhez vezető útnak tűnt.
Az 1862-es évben hátralevő két nagyobb védekező csatában Longstreet kipróbálhatta a dominánsan védekező taktika erejét. A szeptemberben indított Maryland hadjárat során az Antietami csatában Longstreet sikeresen tartotta állásait a konföderációs védvonalban még kétszeres uniós létszámfölényű támadások ellen is. A South Mountain-i ütközetben vívott utóvédharcok után Longstreet hadteste visszavonult Sharpsburg falujához, ahol Stonewall Jackson hadteste csatlakozott hozzá és felkészültek, hogy védekezve tartsanak ki. A terep adta lehetőségeket kihasználva Longstreet megbizonyosodhatott róla, hogy a taktikai defenzíva ekkor sokkal hatásosabb, mint a fedezékből jövő tűznek kitett támadó manőver. Napóleon idejében a támadásnak volt domináns szerepe, de a technológiai fejlődés megváltoztatta a helyzetet. Harold M. Knudsen alezredes szerint Longstreet egyike volt azon kevés polgárháborús tisztnek, akik teljességében átlátták ezt. A polgárháború addigi legvéresebb napjának végén Lee azzal a szavakkal fogadta a főhadiszállására érkező Longstreetet, „Ah, itt jön Longstreet az én derék csataménem!” Pár héttel Antietam után, október 9-én Longstreetet megkapta altábornagyi előléptetését. Lee úgy intézte, hogy annak visszamenőleges hatálya egy nappal megelőzze Jacksonét, mellyel a Vén Csatamént tette az egész Konföderációs hadsereg rangidős altábornagyává és az Észak-Virginiai hadsereg második emberévé. A novemberben végrehajtott hadseregátszervezéskor Longstreet parancsnokságát átnevezték az első hadtestté, mely öt hadosztályból és kb. 41 000 katonából állt.

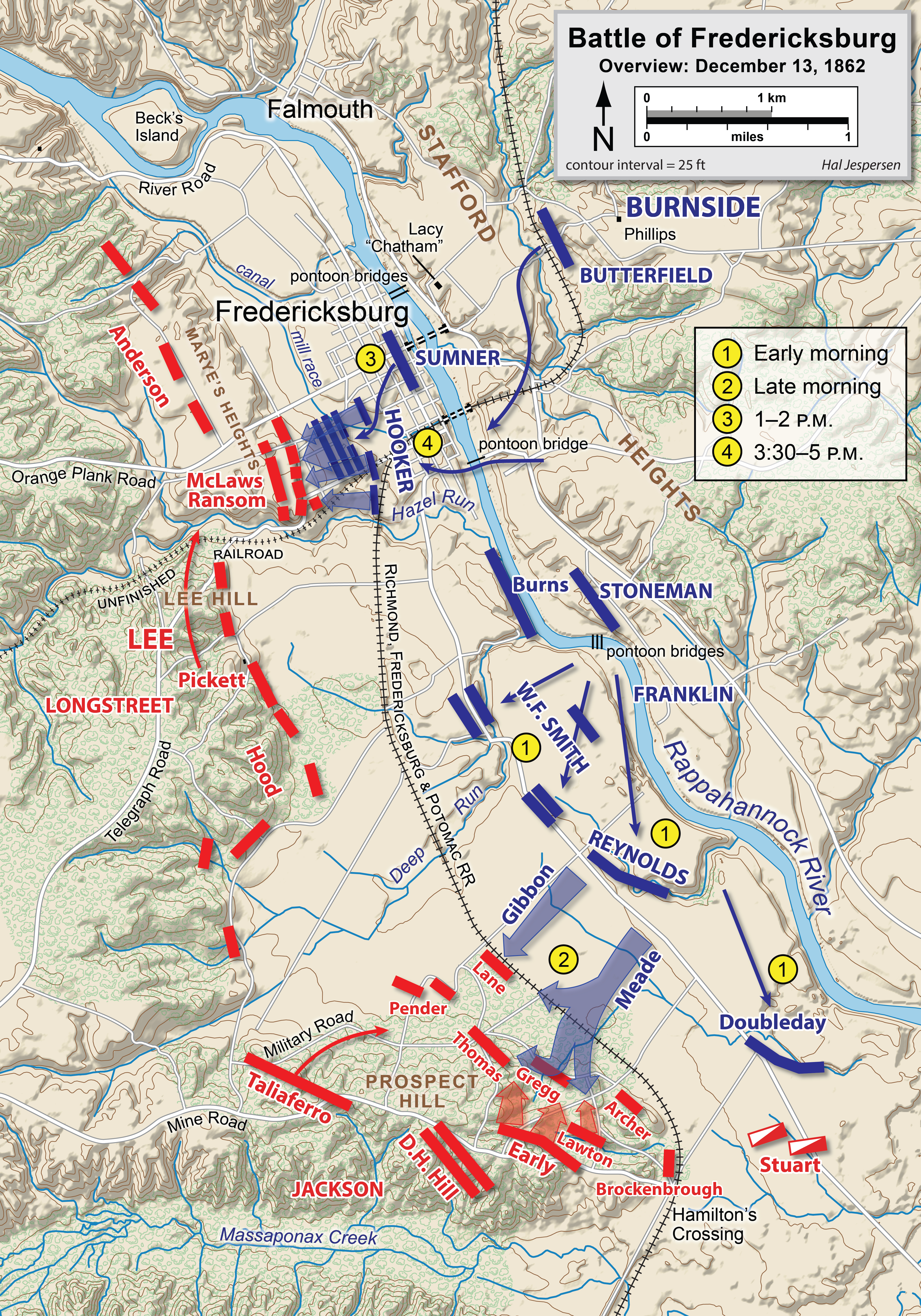
A fredericksburgi csata térképe

Longstreet első hadteste döntő szerepet játszott a decemberben megvívott fredericksbugi csatában. Lee viszonylag korán Fredericksburgbe küldte az altábornagyot, mely elég időt adott csapatai számára, hogy állásaikat kiépítsék, gondosan kiválasztott helyre rakják a tüzérséget és eltervezzék, hogyan tudnak összpontosított tüzet zúdítani az uniós támadás várható irányaira. Az antietami vérengzés tanulságait levonva Longstreet lövészárkokat ásatott, sáncokat és akadályokat készíttetett. Ezt követően elhelyezte embereit egy kőfal mögött a Marye's Heights magaslat lábánál és tizennégy egymást követő uniós rohamot vert vissza. A szövetségi hadsereg majdnem 8000 fő veszteséget szenvedett a Marye's Heights környékén, Longstreet csapatai pedig csak ezret. Ezt a nagy defenzív sikert nem kizárólag a kihasznált terepelőnyök magyarázták, hanem a terepadottságok, a védelmi erődításek és a tüzérség egységes, központi irányítása hozta meg a sikert.

### Suffolk
1863 kora tavaszán Longstreet azt javasolta, hogy Lee a hadtestével együtt küldje a Tennessee hadsereg segítségére, amely Braxton Bragg tábornagy vezetésével azon fáradozott, hogy a Tennessee állam középső részén előrenyomuló, Longstreet west pointi szobatársa, William S. Rosecrans vezérőrnagy vezette Cumberland hadsereget megállítsa. Elképzelhető, hogy Longstreet önálló hadseregparancsnoki szerepkört akarva óhajtott kikerülni Lee árnyékából és a nyugati hadszíntéren erre látott lehetőséget. Lee azonban két hadosztályt a keze alá adva Richmondba küldte, nem Tennessee-be. Az uniós IX. hadtest ugyanis fontos kikötőket fenyegetett az atlanti partokon. Pickett hadosztálya február közepén indult délre, később pedig John Bell Hood hadosztályát is utána küldték és Longstreet ekkor kapta a feladatot, hogy vegye át a két hadosztály és az Észak-Karolinai és Dél-Virginiai hivatal vezetését.
Áprilisban Longstreet ostrom alá vette Suffolk városát a Virginia-félszigeten. A művelet Lee hadseregének ellátása szempontjából bírt nagy fontossággal, ugyanis az Észak-Virginiai hadsereg az éhhalál szélére került a katasztrofális élelmiszerhiány következtében. A konföderációs hatóságok óriási mennyiségű ellátmányt tudtak gyűjteni az addig uniós ellenőrzés alatt álló területekről. Ez azonban egyszersmind azt jelentette, hogy a két hadosztály 15 000 embere nem lehetett jelen a május legelején megvívott Chancellorsville-i csatában. Lee kimagasló taktikai képességével kivívott győzelme ellenére Longstreetet tovább kritizálták, azt állítva, hogy embereivel odaérhetett volna Chancellorsville-hez, ha időben elindul Suffolk alól. Számára ez a két művelet azt a tanulságot hordozta, hogy az Észak-Virginiai hadsereg időről-időre kevesebb katonával is elboldogul, így csapatokat adott esetben más hadszínterekre is át lehet csoportosítani. Longstreet a vasúti szállítást kihasználó stratégiai átcsoportosítást szorgalmazta Mississippi, vagy Tennessee megsegítése céljából a Gettysburgi hadjárat előtt.

### Gettysburg

#### A hadjárat tervezése
A chancellorsville-i csata és Stonewall Jackson halála után, Longstreet és Lee május közepén találkoztak, hogy megbeszéljék a hadsereg nyári hadjáratának lehetőségeit. Longstreet még mindig saját hadtestének Tennessee-be való küldését szorgalmazta. Ez Ulysses S. Grant vezérőrnagy Mississippi mentén Vicksburgig való előrenyomulásával párhuzamosan vált sürgetőbbé. Longstreet amellett érvelt, hogy Bragg megtámogatott hadserege legyőzhetné Rosecranst és az Ohio-folyó felé kergethetve megakadályozná Grantet Vicksburg megostromlásában. Lee ellenezte hadseregének megosztását és egy Pennsylvaniába indított nagyszabású offenzíva mellett tette le a garast. Longstreet emlékiratában így jellemezte Lee tervét:
|  | „Terve, vagy vágyai kinyilvánításával haszontalanná és helytelenné vált más irányba mutató javaslatokkal terhelni. Mindössze annyit kérhettem, hogy a hadjárat defenzív taktikát alkalmazzon; hogy azon kell fáradoznunk, hogy az ellenség legyen kénytelen megtámadni minket, olyan kedvező helyzetben, melyet saját országunkban élvezünk az ennek oly jól megfelelő adottságok miatt és ezáltal biztosíttassék a nagy győzelem. Ezt ő azonnal jóváhagyta, mint általános elképzelése fontos és szerves részét.” |
|  | |

Mindezt évekkel a hadjárat után írta, immár a későbbiek tudatában és a Veszett Ügy írói kritikájának kereszttüzében. A maga idejében írt levelekből nem látszik ilyen megegyezés a két vezető között. 1868 áprilisában Lee azt mondta, hogy ő „sosem tett ehhez hasonló ígéretet és nem is gondolt ilyesmire.” Ennek ellenére a csata után írt jelentésében Lee úgy fogalmazott: „Nem szándékoztunk nagyszabású ütközetet vívni támaszpontunktól ilyen nagy távolságban, hacsak az ellenség meg nem támad bennünket.” Ennek viszont Lee teljes, a hadjárat alatt mutatott tevékenysége ellentmond, különös tekintettel a gettysburgi csata három nap szakadatlan támadására.
Lee átalakította az Észak-Virginiai hadsereg szervezetét Jackson halála után. Két hadosztályparancsnokot, Richard S. Ewellt és A. P. Hillt előléptették altábornaggyá és ők lettek a második és harmadik hadtest új parancsnokai. Longstreet első hadtestétől Lee elvitte Richard H. Anderson vezérőrnagy hadosztályát, így kiegyenlítve a hadtestek közti erőviszonyt. Longstreet irányítása alatt így Lafayette McLaws, George Pickett, és John Bell Hood hadosztálya maradt.
A hadjárat elején Longstreet hadteste Ewellét követte a Shenandoah-völgyön keresztül. Egy általa felbérelt kém, Henry Thomas Harrison, akit csak „Harrison” néven ismertek fontos szolgálatot tett a konföderációs hadsereg arra való figyelmeztetésével, hogy a Potomac hadsereg észak felé indult és hamarabb fogja elérni őket, mint számítottak rá. A június 28-án éjszaka megkapott hír alapján Lee elrendelte a Gettysburg közelében levő Cashtown-szorosnál való összpontosítást.

#### A csata első napja
Longstreet gettysburgi ténykedése az őt körülvevő vita központi eleme immár több mint egy évszázada. 1863. július 1-jén délután csapatait megelőzve érkezett a harcmezőre. Addigra már Ewell és Hill túlerőbe kerülő és kedvező irányból érkező csapatai két uniós hadtestet megfutamítottak. A Potomac hadsereg I. és XI. hadteste Gettysburg utcáin keresztül visszaözönlött a Cemetery Hill (Temető-domb) teteje felé, ahol beásták magukat. Lee előzetesen csak akkor akart ütközetbe bocsátkozni, miután hadseregét teljesen összevonta, de mikor A. P. Hill egyik hadosztálya uniós csapatokat vett észre Gettysburgben és harcérintkezésbe kerültek, Lee kiadta a parancsot a támadásra. A véletlen, a túlerő és az elszánt küzdeni akarás az első napon konföderációs győzelmet hozott. Lee-vel találkozva Longstreet aggodalmát fejezte ki a magaslatokon levő szövetségi állások ereje miatt és azt szorgalmazta, hogy az Észak-Virginiai hadsereg szakadjon el és az ellenség balszárnyát megkerülve vágja el annak útját Washington felé. Ezáltal szerinte George G. Meade vezérőrnagy, a Potomac hadsereg frissen kinevezett parancsnoka arra kényszerült volna, hogy megtámadja a védősáncok mögé húzódó déli csapatokat. Lee azonban elutasította ezt és ehelyett kijelentette, hogy „ha az ellenség holnap is állásaiban tartózkodik, meg kell támadnunk.”

#### A csata második napja

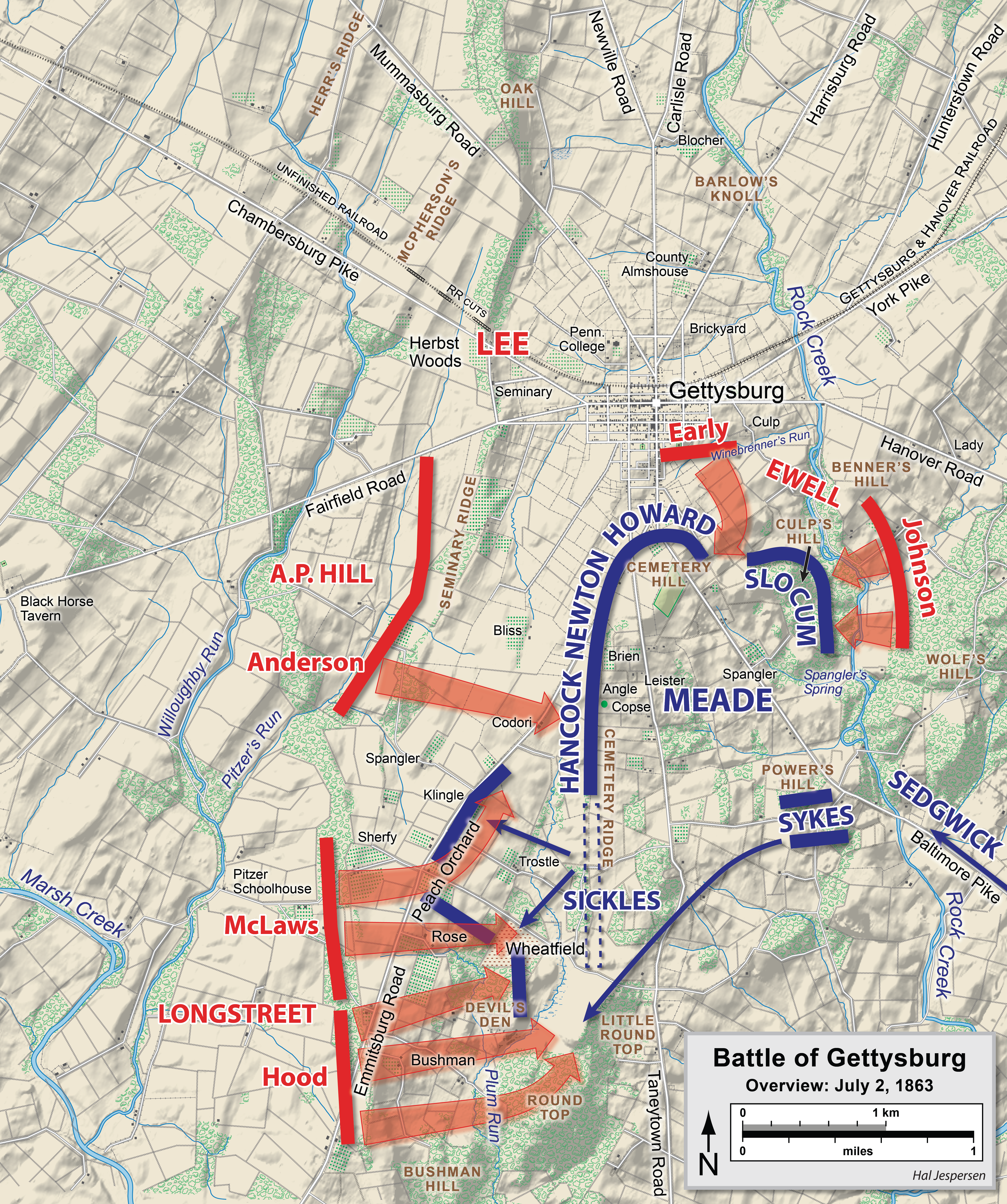
Gettysburg, 1863. július 2-a

Lee július 2-i terve szerint Longstreet támadást intéz az ellenséges balszárny ellen, melyet Hill csapatainak támadása követ a centrumban levő Cemetery Ridge (Temető-gerinc) ellen, Ewell pedig leköti a jobbszárny figyelmét. Longstreet nem készült fel a támadásra reggelre, ahogy arra Lee számított. A támadásba vethető erő növelése végett Lee engedélyezte, hogy megvárja Evander M. Law még úton levő dandárját. Annak megérkeztéig Longstreet nem végzett előkészületeket a támadásra. Law erőltetett menetben közeledett és 11 óra alatt kb. 45 kilométert haladt, de csak délben érkezett meg. Ekkor további három dandár vonal helyett még mindig oszlopba volt sorakoztatva, és az indulási helytől hátrébb várakoztak. Longstreet mindkét jelen levő hadosztálya (a harmadik, Pickett hadosztálya július 2-a délután 6 óráig nem érkezett meg) hosszú kerülőre kényszerült az ellenséges állások megközelítéséhez, mert Lee észrevétlen közeledést parancsolt, de az elégtelen felderítés nem tudta felfedezni a létező, rejtett megközelítési útvonalat.
A háború utáni kritikák azt állítják, hogy Longstreetnek parancsa alapján kora reggel támadásba kellett volna kezdenie és hogy késlekedése jelentősen hozzájárult a csata elvesztéséhez. Csakhogy Lee hozzájárult az érkező csapatok megvárásához és nem adott formális parancsot a támadásra délelőtt 11 óráig. Sok történész egyetért benne, hogy Longstreet nem erőltette Lee parancsainak kivitelezését a lehetséges legkorábbi időpontban megindítva a támadást. Jeffry D. Wert szerint „Longstreet kiérdemelte a bírálatot július 2-a reggelének teljesítményével. Lee döntésével való egyet nem értése befolyásolta tevékenységét. Mihelyt parancsnoka elhatározta az ellenség megtámadását, kötelessége volt olyan eréllyel és alapossággal engedelmeskedni, mely korábban jellemezte irányítását. Az alaposság, az előzetes informálódás és a felkészülés mind hiányoztak tevékenységéből.” Herman Hattaway és Archer Jones hadtörténészek azt írták, „A támadástól való vonakodásában Longstreetnek sokkal tovább tartott felkészíteni és eligazítani a hadtestet, így a támadás délután 4 óráig nem indult el. Mindez idő alatt Meade további csapatai érkeztek meg és az összpontosítás egyre magasabb fokúvá vált; délután 6 órára számbeli fölénybe került és balszárnyát kellően megerősítette.” Edwin Coddington, a gettysburgi hadjárattal foglalkozó történész kimerítően tárgyalta az ellenség megközelítését, melyet úgy írt le, mint „tévedések vígjátéka, melyet az ember tapasztalatlan parancsnokoktól és gyakorlatlan milíciáktól várna, de nem Lee derék csataménjétől és veterán csapataitól.” A csata ezen részét „Longstreet tábornoki karrierjének sötét foltja”-ként jellemezte. Harry Pfanz, Gettysburg kutatója megállapította, hogy „Longstreet mérges makrancoskodása további időveszteséget és késést okozott.” David L. Callihan 2002-ben újraértékelve működését arra jutott, hogy „elképesztő, hogy egy Longstreet tapasztalatával és kaliberével rendelkező csapatparancsnok ilyen hányavetien és ügyetlenül meneteltesse és készítse fel embereit az ütközetre.” 
John Lott más irányú véleményt fogalmazott meg, mikor azt írta, „Longstreet tábornok mindent elvárhatót megtett a második napon és minden olyan vád, hogy kötelessége elhanyagolásával nem rendelte el a reggeli támadást, megcáfolható. Lehetetlen volt lényegesen korábban támadni a ténylegesnél és kétséges, hogy a Konföderáció biztosabb kezekbe adhatta volna a kivitelezést, mint Longstreet tábornoké.”
A történészek egyetértenek viszont abban, hogy mihelyt a támadás délután 4-kor megindult Longstreet és egysége egészen kiváló harci teljesítményt nyújtott. McLaws és Hood hadosztálya olyan hozzáértéssel nyomult előre, hogy nagyobb veszteségeket okozott, mint elszenvedett. A szövetségi csapatok kemény ellenállását a megvert ezredek sokasága ellenére sem tudták legyűrni. Meade vezérőrnagy északi ezredei egyszerűen nem akartak elfogyni és a katonák azt kérdezgették egymástól, hogy vajon az egész világot le kell-e győzniük a Little Round Top (Kis Kerek Dombtető) elfoglalásához. A támadás a kiváló tüzérségi állások építésére alkalmas magaslat elfoglalása előtt súlyos veszteségekkel elakadt és a katonákat vissza kellett vonni kiinduló pozíciójukba.

#### A csata harmadik napja

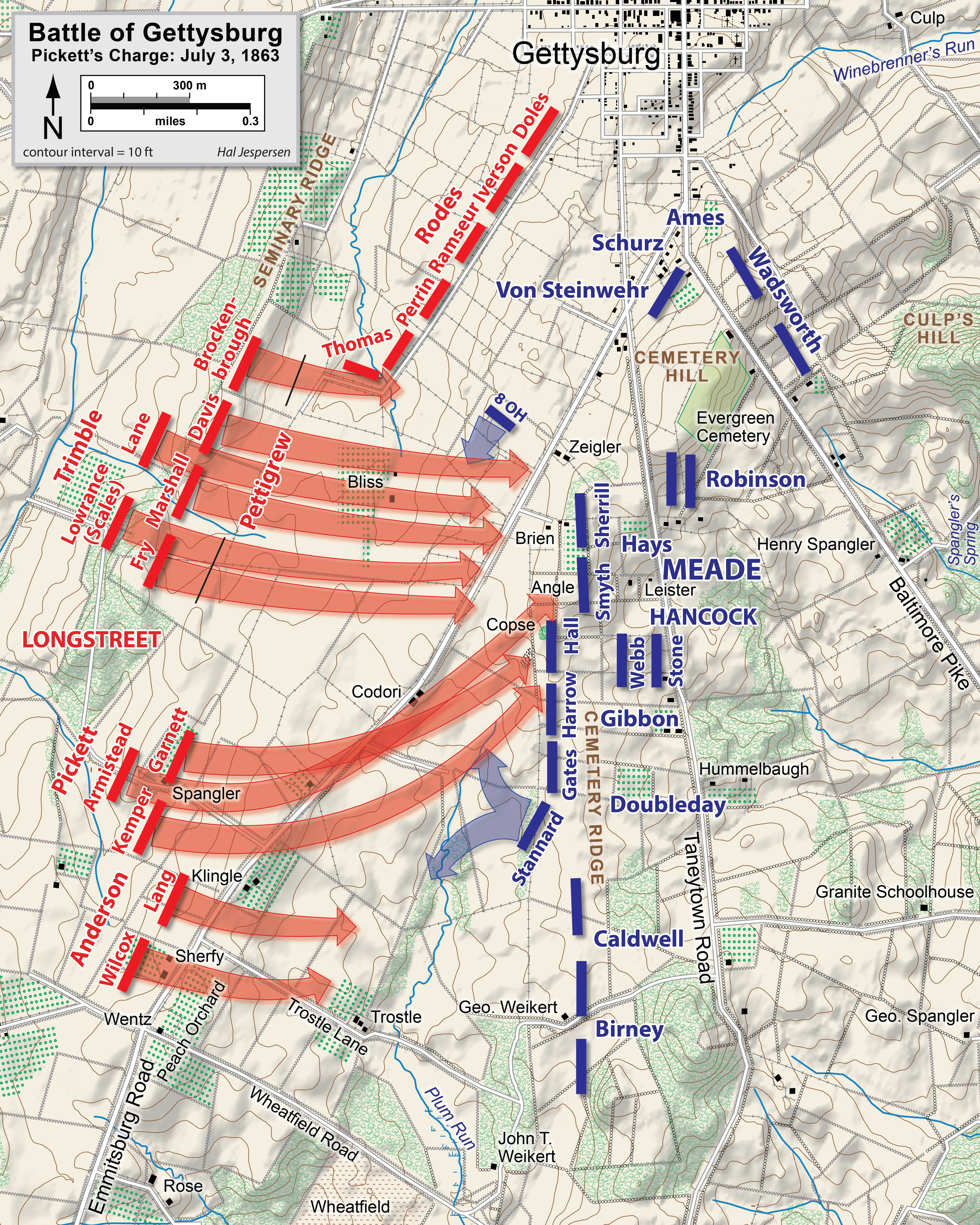
Pickett rohama július 3-án

Július 2-án éjszaka Longstreet szokásával ellentétben nem ment Lee főhadiszállására, hogy találkozzanak és megbeszéljék az ütközetet. Azt mondta túlságosan fáradt a lovagláshoz. Ehelyett a Big Round Top (Nagy Kerek Dombtető) megkerülésének mozdulatát kezdte tervezni, hogy hozzáférhessen az ellenséges erők szárnyához és hátához. Dacára annak, hogy felderítő csapatokat küldött ki, nem értesült róla, hogy a VI. hadtest jelentős része elég közel van, hozzá, hogy minden ilyen próbálkozást megakadályozzon. Nem sokkal azután, hogy Longstreet parancsot adott az új támadásra, napkelte körül Lee felkereste saját szállásán. A tábornagynak nem tetszett a dolgok alakulása, mert Pickett még érintetlen hadosztályának felhasználásával hajnalban meg akarta ismételtetni az uniós balszárny elleni támadást, mellyel egyidőben Ewell is megújította volna a támadást a Culp's Hill (Culp-domb) ellen. Azonban rá kellett döbbennie, hogy Pickett hadosztályának senki sem adott parancsot, hogy esti táborukból mozduljanak ki és érkezzenek meg a csatatérre és Longstreet vele való konzultáció nélkül egy önálló műveletet tervezett meg, egy olyat, melyet ő már kétszer elutasított korábban. Lee dühére jellemző módon, jéghideg udvariassággal annyit írt a csata után jelentésébe, hogy Longstreet előkészületei „nem fejeződtek be az elképzeléseknek megfelelő időben.”
Mivel kora reggelre előirányzott terveit nem lehetett kivitelezni, Lee azt az utasítást adta Longstreetnek, hogy az uniós centrum ellen szervezzen meg egy nagyszabású támadást, felhasználva Pickett hadosztályát és A. P. Hill hadtestének különböző, még támadóképes dandárjait. Longstreet tudta, hogy ennek a támadásnak rosszak az esélyei. Az uniós állások saját, rendíthetetlen fredericksburgi állásaira emlékeztették, melyben kivéreztette Burnside támadását. A konföderációs gyalogságnak kb. másfél kilométert kellett gyalogolva megtenni és erős kerítésekkel elbánnia az ellenség tüzében. Fredericksburg és Malvern Hill tanulságait Lee ezen a napon nem szívlelte meg. Longstreet memoárjában azt állítja, hogy világosan kifejtette számára, hogy szerinte a támadás kudarcba fog fúlni:
|  | „Tábornagy, egész életemben katona voltam. Velük együtt vettem részt egyének, rajok, századok, ezredek, hadosztályok és hadseregek küzdelmében, így hát tudnom, mire képesek. Véleményem szerint nincs a világon tizenötezer katona, aki be tudná venni azokat az állásokat.” |
|  | |

A gyalogság rohamát bevezető tüzérségi előkészítés során Longstreet azon gyötrődött, hogy a támadás katasztrófába fog torkollni. Megpróbálta a támadás leállításának felelősségét a hadtestének tüzérségét irányító Edward Porter Alexander ezredes vállára átrakni, utasítva, hogy akkor adjon jelet Pickettnek a roham elindítására, ha sikerült az uniós tüzérség elhallgattatása, implikálva, hogy ha nem sikerül, akkor a gyalogság nem indul el. Mivel az egész háború folyamán a szövetségi tüzérség fölényben volt a konföderációssal szemben, a kimenetel várható volt. Alexander azonban nem volt hajlandó magára venni a feladatkörén messze túlmutató felelősséget és mikor már csak negyed órányi lőszere maradt, informálta Longstreetet, hogy ha a támadás valamikor indulni akar, akkor most kell indulnia, mert nem tudja tovább fenntartani a pergőtüzet. Longstreet szavak nélkül, bólintással jelezte Pickett felé, hogy induljon. A Pickett rohamaként elhíresült támadás pontosan azt a katasztrófát produkálta, amire Longstreet számított. Az uniós tüzérség elhallgattatása egyáltalán nem sikerült és a nyílt terepen keresztül támadó 12 000 déli katona legtöbbje el sem érte az uniós vonalat és ezrével maradtak holtan a csatatéren. Lee közvetlenül a kudarc után kiadta a visszavonulási parancsot Virginiába.
A Longstreetre irányuló kritika nem csak a csata közbeni viselkedését vitatta, hanem memoárjában Lee-re szórt túlzó megjegyzéseire is, mint például:
|  | „Már 1-je délutánján nyilvánvalóvá vált, hogy felindult és elvesztette józanságát, s ennek nyomása alatt addig buzgólkodott, míg elegendő vért nem ontott, hogy kielégítse vágyát.” |
|  | |

A háborút követő években Longstreet annak ellenére a támadás bűnbakjává vált, hogy ismételten tanácsolta, sőt szabotálni próbálta a támadás elindítását.

### Tennessee

#### A Chickamaugai csata
1863 augusztusának közepén Longstreet újra kérte áthelyezését a nyugati hadszíntérre. Magánlevélben fordult James Seddon hadügyminiszterhez, és kérte, hogy helyezzék régi barátja, Joseph E. Johnston parancsnoksága alá. Louis T. Wigfall kongresszusi képviselővel, Johston politikai szövetségesével is beszélt, aki régóta alkalmasnak tartotta Longstreetet Braxton Bragg felváltására. Mivel Rosecrans nyomása egyre nőtt Bragg Chattanoogát védő hadseregén, Lee ellenérvei pedig a gettysburgi vereséggel elfogytak, ezért Davis szeptember 5-én engedélyét adta. A Konföderáció egyik legnagyobb logisztikai teljesítményével Lafayette McLaws és John Bell Hood hadosztályai, valamint George Pickett egy dandárja és Porter Alexander 26 löveges tüzérségi zászlóalja 15 vasúti átszállással 1250 km-es utat megtéve a Karolinákon keresztül Észak-Georgiába utazott. Az út több mint három hetet vett igénybe, így az első egységek szeptember 17-én érkeztek meg.

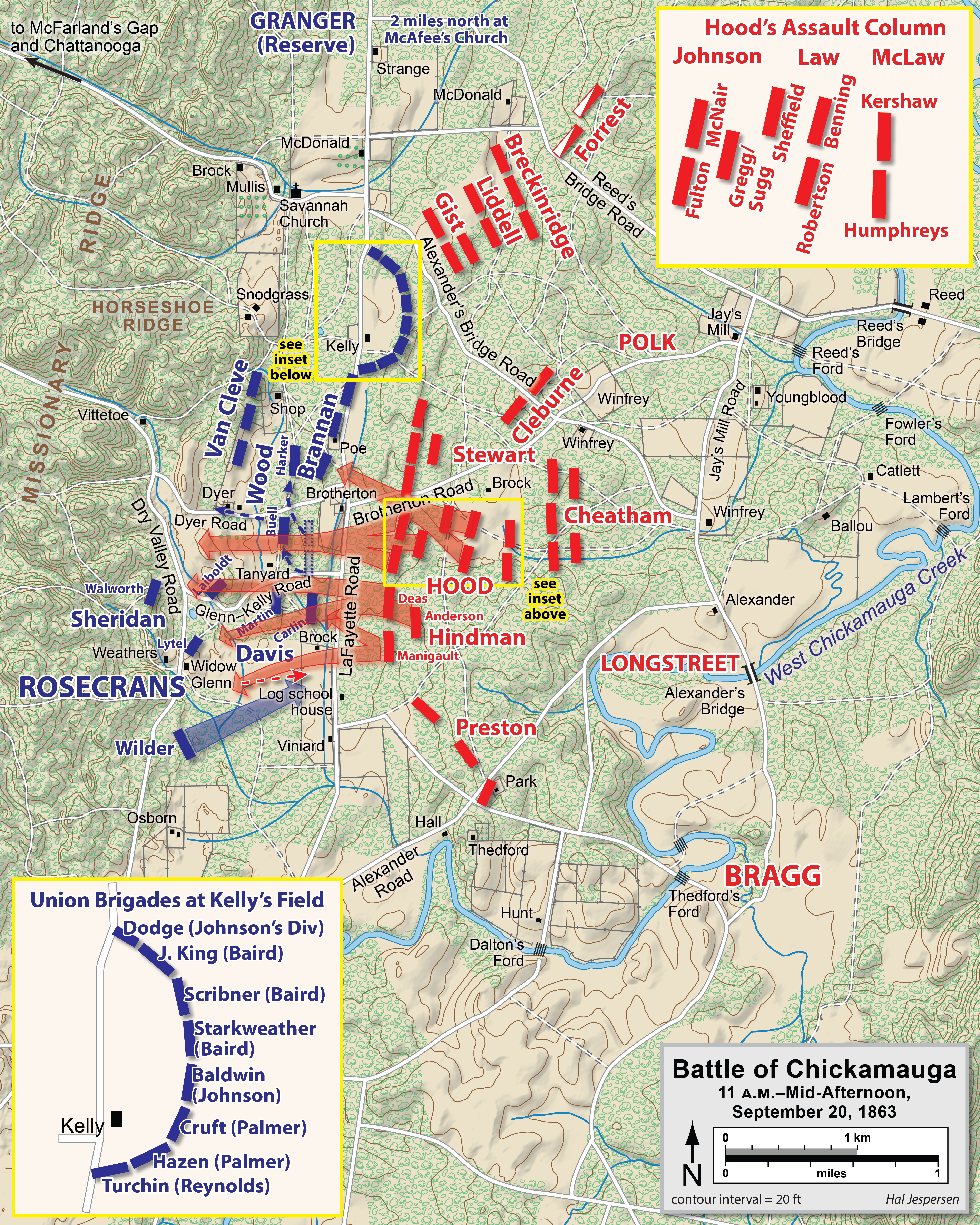
A chickamaugai csata, szeptember 20-án délután, a konföderációs balszárny támadása

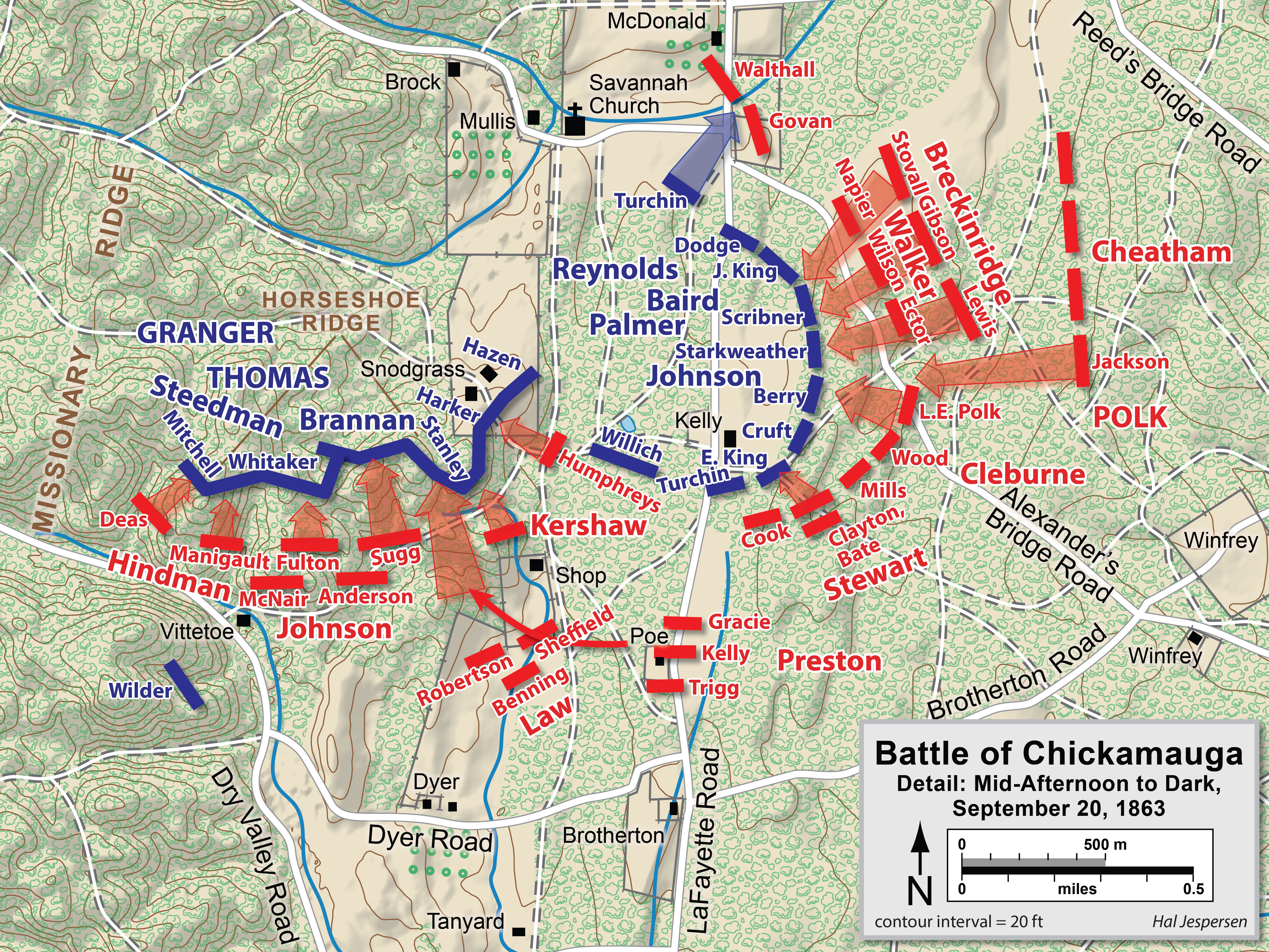
A chickamaugai csata, szeptember 20-án este, a konföderációs támadás nem képes felmorzsolni a Horseshoe Ridge védelmét, a Cumberland hadsereg pedig éjszaka elmenekül

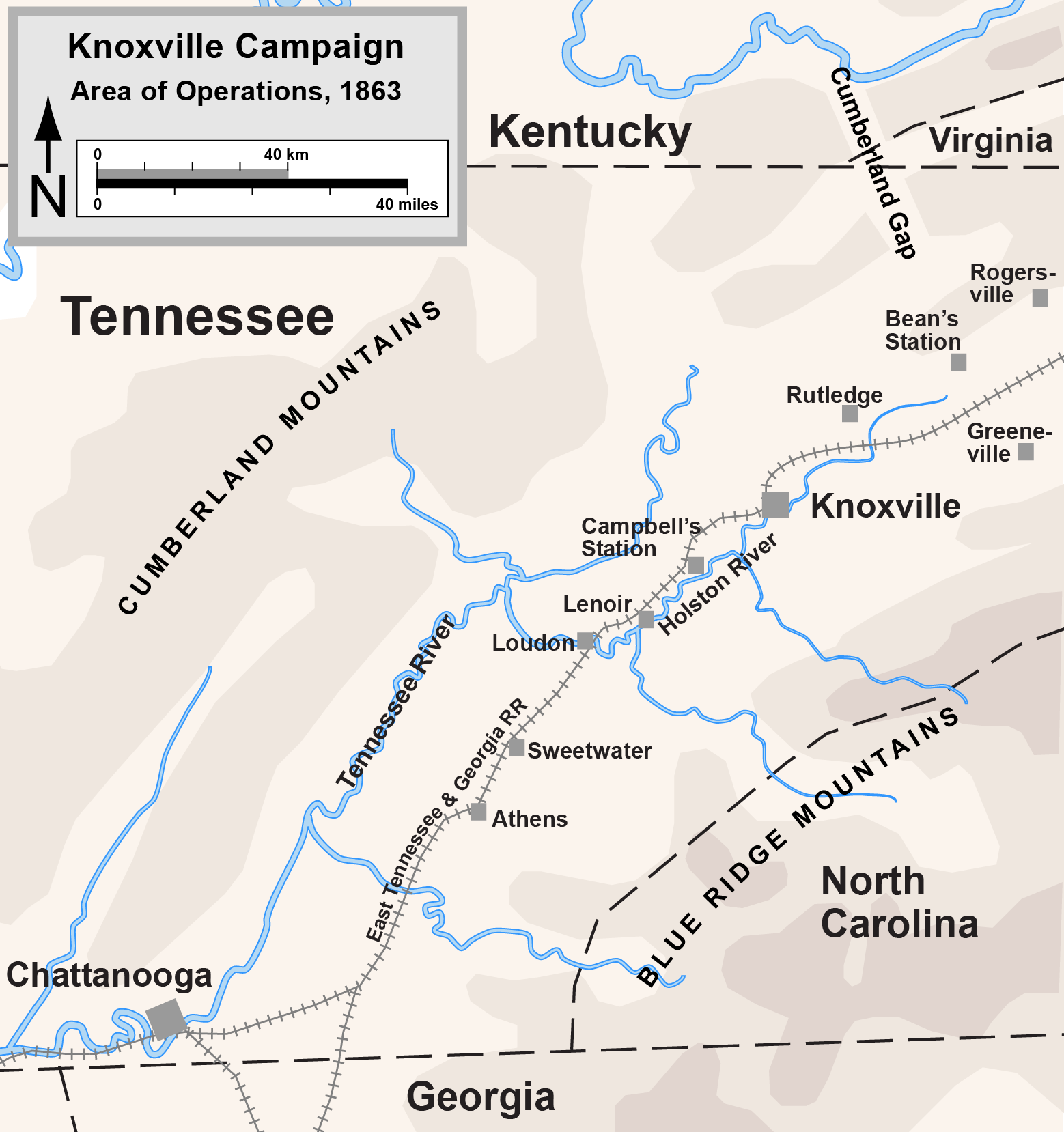
A Knoxville hadjárat célja: a Kelet-Tennessee&Georgia vasút

Az első hadtest veteránjainak érkezésekor a Chickamaugai csata kezdeti összecsapásai már lezajlottak. Bragg már próbálkozást indított, hogy Rosecrans szétnyújtott csapatait elvágja Chattanoogától, mely próbálkozás riadóztatta az eddig nyugodtan menetelgető szövetségi csapatokat. Mikor szeptember 19-én éjjel Longstreet a főhadiszállására ment, Bragg kinevezte őt a bal szárny parancsnokának és tájékoztatta általános elképzeléséről a másnapi csatát illetően. A jobbszárnyat Leonidas Polk altábornagy vezette és másnap neki kellett megkezdenie a lépcsőzetes támadássorozatot. Longstreet reggel nyolc dandárját nem vonalakban, hanem mély támadóoszlopokban állította fel, hogy egy keskeny arcvonal-szakaszt érjen a támadásuk és kevesen tudják őket lőni az uniós védők közül. Az elképzelés nagyon hasonló volt a második világháborús német Schwerpunkt taktikához. Rosecrans egy hibás paranccsal maga is hozzájárult a sikerhez, mert arcvonalában lyukat hagyva kivont onnan egy hadosztályt és máshova mozgatta. A nehéz, sűrű erdővel benőtt sziklás terephez jól alkalmazkodó támadási alakzat azonban valószínűleg enélkül is áttörte volna az uniós védelmi vonalat. A szövetségi jobbszárny teljesen összeomlott és Rosecrans menekülni kényszerült a csatatérről. A csapatok pánikba esve követték, kivéve a kora reggel óta megépített sáncok mögött védekező George H. Thomas vezérőrnagy vezényelte balszárnyat, melynek a Snodgrass Hillen kiépített szilárd állásai körül megkapaszkodhattak a menekülő egységek. Longstreet délutáni támadásait a konföderációs balszárny egyáltalán nem segítette. Az éjjel beálltával Thomas kivezette a szorongatott északiakat az egérfogóból. Bragg nem tudta a jobbszárny és a lovasság felhasználásával teljesen bekeríteni a Snodgrass Hillt, így az ellenséges hadsereg megsemmisítése nem sikerült. Bragg a visszavonuló szövetségi csapatok üldözését is elhanyagolta, így azok Chattanoogában elsáncolva magukat várhatták az ostromot. Ennek ellenére Chickamauga a nyugati hadszíntér legnagyobb konföderációs győzelmét hozta és Longstreet kiérdemelte az érte járó elismerést.
Longstreet nemsokára összekülönbözött Braggel és azon tábornokok körének vezéralakja lett, akik elmozdításáért intrikáltak. Bragg beosztottjai már hosszú ideje több mint elégedetlenek voltak vezetésével és kibírhatatlan modorával, amelynek a hadsereg rangidős altábornagya és törzskara további megerősítésül szolgált. A forrongás kibontakozásáról Longstreet azt írta Seddonnak: „Meggyőződésem, hogy isteni beavatkozáson kívül semmi sem menthet meg bennünket jelenlegi parancsnokunkkal.” A helyzet tarthatatlanná vált és Davisnek személyesen kellett beavatkoznia, s ez a háború legbizarrabb jelenetéhez vezetett: a vöröslő arcú Braggnek el kellett viselnie, hogy parancsnokai egymás után leszedik róla a keresztvizet. Longstreet szerint Bragg „alkalmatlan volt egy hadsereg vezetésére és emberek harcba küldésére”, valamint „semmit nem értett a dologhoz”. Davis azonban posztján hagyta Bragget, így a konfliktus nem lett elsimítva.

#### A Knoxville hadjárat
Bragg egymás után leváltotta, vagy áthelyezte az ellene tanúskodó tábornokokat. Longstreet parancsnokságát a Virginiából magával hozott kb. két hadosztálynyi erőre redukálta. A Tennessee hadseregben uralkodó diszfunkcionális parancsnoki viszonyok és Bragg leváltásának elmaradása miatti csalódása ellenére Longstreet tovább kereste a lehetőségeket a Chattanooga hadjáratban. Míg Bragg a Chattanoogában magát elsáncoló Cumberland hadsereg ostromára összpontosított, Longstreet stratégiát dolgozott ki Rosecrans felmentésének megakadályozására. Tudta, hogy a szövetségi felmentő művelet már megindult és a legközelebbi vasúti állomás az alabamai Bridgeportban van, ahova két újabb uniós hadtest fog megérkezni hamarosan. Tüzérségének parancsnokát, Porter Alexandert a szövetségi ellenőrzés alatt álló város kikémlelésére küldte, majd tervet dolgozott ki a Tennessee hadsereg legnagyobb részének áthelyezésére a georgiai Rome vasúti vonalának felhasználásával. Az átmozgatott csapatok Bridgeport elfoglalására indultak volna, mellyel Hooker keleti hadszíntérről érkező csapatainak kedvező körülmények közötti megtámadása és megsemmisítése vált volna lehetővé. A terv tetszést aratott és Davis is engedélyezte, Bragg viszont logisztikai elégtelenségre hivatkozva elvetette. Longstreet elfogadta Bragg érveit és beleegyezett, hogy Kelet-Tennessee-be vezesse katonáit Burnside közelgő erőivel való megmérkőzésre. Longstreet Braggel való ellenséges viszonya miatt kapta ezt a megbízatást, de emellett azért is, mert a hadügy a hadtest Virginiába való visszatérését célozta meg és Knoxville és a Kelet-Tennessee-Georgia vasútvonal visszaszerzésére indított művelet utat nyitott volna az irányba.
Longstreet novemberben lassanként haladt Knoxville felé, mely ismét kritika kereszttüzébe került, és még saját katonái némelyike is Lassú Péter néven kezdte emlegetni. A haladást azonban a vasúti szállítás legkülönfélébb problémái akadályozták. Burnside azzal járult hozzá Chattanooga felmentéséhez, hogy egy hadosztályt délnyugatra küldve a Campbell's Station-i ütközetben kitért a nagyszabású harc elől és a Knoxville környékén kiépített lövészárkaiba húzódva elvonta Longstreet hadtestét Chattanooga közeléből. Burnside állásait Longstreet sikertelenül próbálta bevenni, Fort Sanders ostroma nem hozott áttörést. Mikor Grant november 25-én Chattanoogánál legyőzte Bragget, Longstreet parancsot kapott, hogy egyesüljön a Tennessee hadsereggel Észak-Georgiában. Némi habozás után megindult Virginia felé és decemberben már William Tecumseh Sherman vezérőrnagy csapatai üldözték útján. A hadseregek téli szállásokra húzódtak a hideg elől, az első hadtest pedig tavasszal csatlakozott az Észak-Virginiai hadsereghez. A Knoxville hadjárat egyetlen eredménye az volt, hogy megfosztotta Bragget a rendelkezésére álló és Chattanooga ostromához szükséges csapatoktól. Longstreet Suffolk utáni második önálló hadművelete kudarcot hozott és ennek magabiztossága látta kárát. A sikertelenségre mások kárhoztatásával reagált, csakúgy, mint a Seven Pines-i ütközet után. Lafayette McLaws hadosztályparancsnokot leváltotta és két dandárparancsnokát, Jerome B. Robertson és Evander M. Law dandártábornokot hadbíróság elé állíttatta. 1863. december 30-án Samuel Cooper tábornagy főhadsegédnek és hadsereg-főfelügyelőnek benyújtotta lemondását, de azt bölcsen nem fogadták el.
Longstreet hadteste kemény telet vészelt át Kelet-Tennessee-ben megfelelő menedék és ellátás nélkül. Georgia főszállásmesterének, Ira Roe Fosternek január 24-én írt levelében azt kérte: „Öt georgiai dandár van ebben a hadseregben – Woffordé, G. T. Andersoné, Bryané, Benningé és Crews lovassági dandárja. Mindnek sürgős szüksége lenne cipőre, mindenféle ruhára és takarókra. Hálásan fogadunk mindent, amit küldeni tud.” Ezalatt Longstreet újra stratégiai terveket kovácsolt. Tennessee-n keresztül Kentucky felé akart támadni, melyhez P. G. T. Beauregard-t és további 20 000 fő erősítést remélt. Noha Lee hozzájárult ehhez, Longstreet nem tudta meggyőzni a Beauregard-t nem kedvelő Davist és a Tennessee hadsereg éléről katonai tanácsadóvá buktatott Braxton Bragget.

### A Rengetegtől Appomattoxig

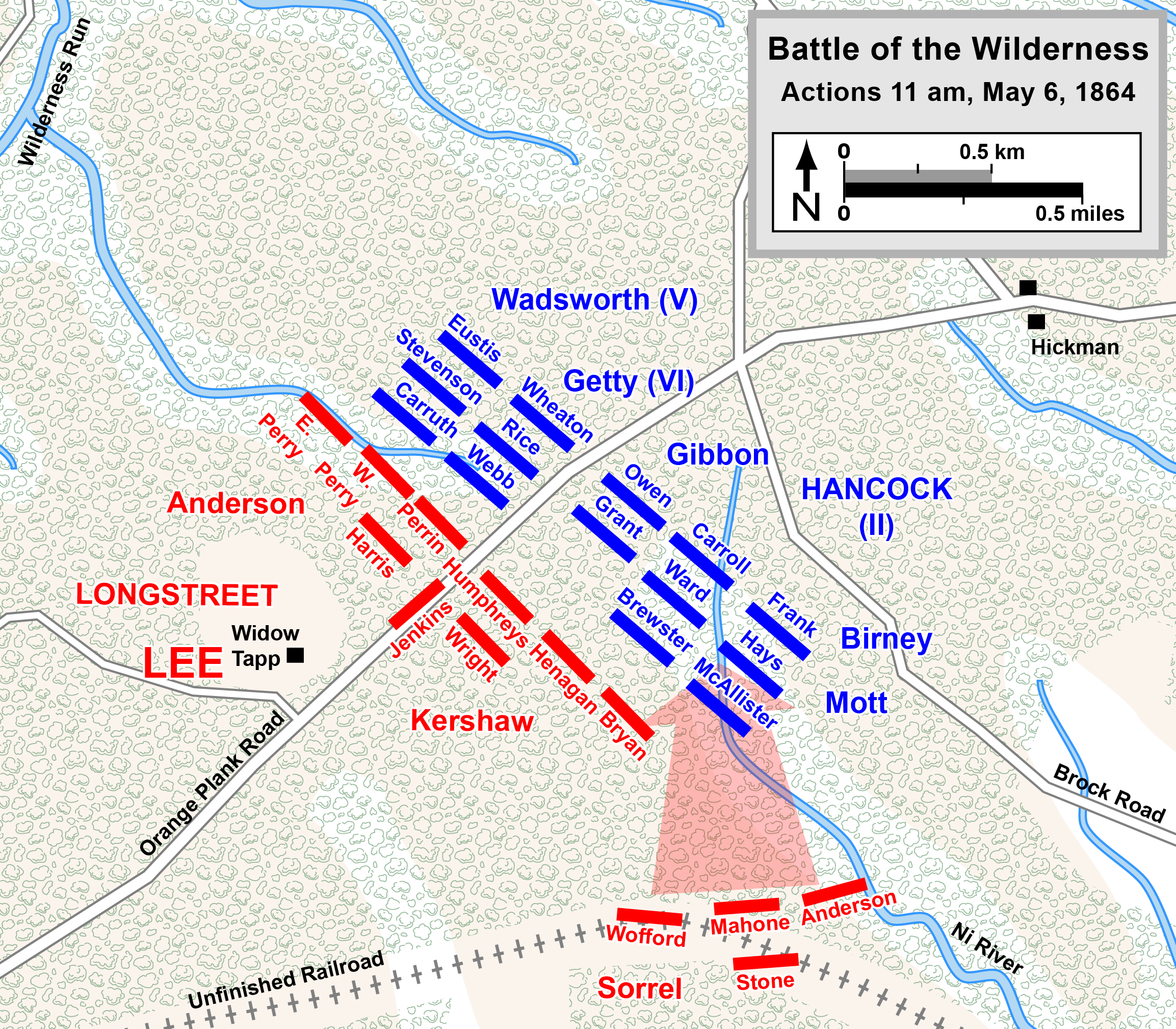
Longstreet támadása a Rengetegben vívott csatában, 1864. május 6-án, nem sokkal megsebesülése előtt

Meghallván, hogy régi barátja, Grant irányítja a Potomac hadsereget azt mondta tisztjeinek, hogy „minden nap és a nap minden órájában harcolni fog ellenünk a háború végéig.” 1864 májusában Longstreet hadtestének megérkezése megmentette A. P. Hill visszavonuló csapatait, s ezzel talán az egész Rengetegben vívott csatát. Ezután katonái erőteljes oldaltámadást indítottak Winfield Scott Hancock vezérőrnagy csapatai ellen a Orange deszkaút mentén és erőteljesen visszavetették a korábban a konföderációs jobbszárnyat szorongató II. hadtestet. A nehéz terephez alkalmazkodva újra taktikai újításra kényszerült. Hat dandárját járőrcsoportokba oszlatva mozgatta, így azok könnyebben manővereztek a sűrű ősbozótossal és erdővel benőtt terepen és folyamatos tűz alatt tudták tartani az ellensége, míg annak nem nyújtottak könnyen lőhető célpontot. Edward Steere, a Rengetegben vívott csatát tanulmányozó történész szerint az Észak-Virginiai hadsereg sikerének javát Longstreet taktikai zsenijének köszönhette, mely sikeresen konföderációs előnnyé változtatta a létszámhátrányt. A háború után Hancock úgy jellemezte Longstreet szárnytámadását, hogy „felgöngyölített, mint egy nedves rongyot.” Hancock sáncokat emelve el tudta kerülni a teljes megfutást, de a csata további részébe már nem avatkozott bele, így Lee átcsoportosíthatott az uniós jobbszárny elleni támadáshoz.
Longstreetnek alig 6-7 kilométerre attól a helytől, ahol egy évvel azelőtt a terepet megszemlélni előrelovagolt Stonewall Jacksont saját katonái lelőtték, hasonló sors jutott osztályrészül. A visszatérő Longstreetet és kísérőit golyózápor fogadta, mely a vállán és nyakán találta el. Micah Jenkins vezérőrnagy pár órán belül belehalt ekkor szerzett fejsebébe. A támadás momentuma elveszett. Miközben hordágyon elszállították a csatatérről, Longstreet a kalapját a magasba emelve jelezte katonáinak, hogy még él és Lee-t a támadás folytatására unszolta. Ehelyett azonban Lee a további előrenyomulást a csapatok újrasorakoztatásáig késleltette, mely időt adott az ellenség számára is az újraszerveződésre. Az utána indított újabb roham már kudarcba fúlt. Edward Porter Alexander Longstreet kiválását a csata kritikus pontjának tartotta: „Mindig is azt gondoltam, hogy Longstreet kieste nélkül Hancock II. hadtestében uralkodó előrehaladott pánikot tovább lehetett volna mélyíteni, mely végül elvezetett volna Grant visszavonulásának kikényszerítéséhez a Rapidan túloldalára.”
Longstreet az 1864 tavaszi és nyári Overland hadjárat további részét kihagyta és csapatparancsnoki szakértelme erősen hiányzott Lee-nek. Lynchburgben kezelték, majd lábadozni Augustába küldték unokatestvéréhez, Emma Eve Longstreet Sibley házába, aki apja bátyjának, Gilbertnek volt a leánya. Augustai tartózkodása alatt részt vett Leonidas Polk altábornagy temetésén a Szent Pál templomban. Mississippi és Arkansas püspökeivel együtt szórt földet a koporsóra. 1864 októberében tért vissza Lee-hez, de bénult jobb keze ekkor még fel volt kötve, és nem tudott lóra ülni sem. Megtanult bal kézzel írni és jobb kezének használatát évekkel később orvosi terápia alapján végzett gyakorlatokkal sikerült visszanyernie. Longstreet erős, messzire hangzó, dörgő hangja suttogássá halkult, mivel a golyó megsértette hangszálait. Petersburg ostromának hátralevő részében ő irányította a fővárost védő csapatokat a James-folyótól északra és Pickett hadosztályát a Bermuda Hundrednél. A. P. Hill 1865. április 2-i halála után a harmadik hadtest is az irányítása alá került és Lee-vel együtt vonult vissza Richmond alól az Appomattox hadjárat folyamán. Mikor Lee a megadást fontolgatta, Longstreet azt jósolta, hogy Grant igazságosan fog bánni velük. Ám mikor április 9-én Lee ellovagolt Appomattox Court House-ba a fegyverletételt aláírni, Longstreet azt mondta, „Tábornagy, ha nem kap jó feltételeket, jöjjön vissza és kiharcoljuk.” Lee aláírta a megadást az összes parancsnoksága alá tartozó katona bántatlansága ellenében. Longstreet pár héttel később hagyta el Appomattox környékét, mindössze 100 dollárral a zsebében és Lynchburgbe lovagolt. Onnan törzstisztjével, T. J. Goree-val, Jim nevű szolgájával és Garland fiával öszvérfogatos kocsiján hosszú útra indult a Karolinákon, Georgián, Alabamán és Mississippi államon át, sorban látogatva a rokonságot.

## A háborút követő életútja

### Politikai transzformációja és anyagi nehézségei
A háború után Longstreet és családja New Orleansban telepedett le, más konföderációs tábornokokkal együtt. Szociális helyzetét normalizálandó kegyelmi kérvényt nyújtott be Andrew Johnson elnökhöz, melyet Grant, az Egyesült Államok vezénylő tábornoka támogatott. Johnson azonban elutasította, s egy találkozás során azt mondta Longstreetnek: „Három déli sohasem kaphat amnesztiát: Mr. Davis, Lee tábornagy és Ön. [Ahhoz] túl nagy kárt okoztak az Unió ügyének.”
Katonai karrierjének folytatásáról szó sem lehetett az Egyesült Államok hadseregében, más foglalkozást azonban még soha nem űzött. 1866. január 1-jén partner lett egy gyapotspekuláns vállalkozásban, majd március 1-jén az újonnan létrejött Great Southern and Western Fire, Marine and Accident Insurance Company elnökévé választották. Azonban a háború alatt jórészt lezárt Mississippi folyam miatt vasútra terelődött gyapotszállítás és az Egyesült Királyság Amerikán kívüli új gyapotforrásainak felfutása megtépázta New Orleans gyapotbizniszből keletkező bevételeit, így az üzlet pangott, a sokgyermekes család jövedelmei nem fedezték a kiadásokat és Longstreet eladósodott. Szerette volna a Mobile & Ohio vasúttársaság elnöki székét is megszerezni, de ez nem sikerült. Szintén nem sikerült befektetőket szerezni a New Orleansból a mexikói Monterrey-ig vezető vasútvonal tervéhez. Pénzügyi szorultságára jellemző, hogy Garland fia iskolázásának költségeit 1870-ben sem tudta megtéríteni a Virginia Military Institute katonai akadémiája számára. Csak a VMI felé fennálló tartozása 1870 októberére 1400 dollár fölé emelkedett. Ennek ellenére a családi hagyomány úgy tartja, hogy Longstreet a polgárháború után sokáig adakozott éhező konföderációs katonáknak, akik házához járogattak azzal a hírrel, hogy most lőttek le egy jenkit. Longstreet belement a játékba és élelmiszerrel segítette az ilyen „hősöket”.
1867. március 18-án egy őt mások mellett név szerint megszólító New Orleans Times-ban megjelent újságfelhívásra válaszolva kifejtette nézeteit a louisianaiak számára követendő politikai útirányról. Ebben békés beletörődést és a törvényeknek való alávetést javasolt az állam alkotmányos helyzetének rendezéséig, még akkor is, ha mások esetleg azt rosszhiszeműen kihasználnák. A republikánusok az állásfoglalást kedvezően fogadták. A második levelet már nem csak a New Orleans Times, de a New York Times is közölte, melyben Longstreet amellett érvelt, hogy az együttműködés az elkerülhetetlen rekonstrukciós időt rövidíti meg. 1867 tavaszán meglátogatta Augustus bácsikáját a Mississippi állambeli Oxfordban és megmutatta neki a harmadik levelét, melyet megjelentetni szándékozott. Ebben azt szándékozott nyilvánosságra hozni, hogy a Demokrata párt elve az újraegyesülés útjában állnak és a délieknek bátran a Republikánus párttal kell együttműködni. Augustus azt mondta: „Ha megjelenteted, fiam, az tönkre fog tenni.” John Bell Hood egyenesen azt írta, hogy ezért „keresztre fogják feszíteni”.
A cikk az egész déli országrészt átfogó vitát váltott ki; a demokraták elítélték, a legkülönbözőbb sajtótermékek a fehér rassz és a Dél árulójának nevezték, a republikánusok méltatták. Pár nappal a lényegében a Republikánus párt politikáját támogató cikk megjelenése után, 1867. június 19-én Longstreet Grant, más szövetségi tisztek, szenátorok és képviselők közbenjárásával kegyelmet kapott. A déli közvéleménynek úgy tűnt, hogy a kettő között szoros összefüggés van. A déli közvéleménnyel való szembefordulás és a kialakuló elítélés hozzájárult üzleti vállalkozása bukásához. Longstreet halálos fenyegetéseket kapott, s ezért családját Lynchburgbe költöztette, felesége családjához. 1869 júliusában Fitz Randolph fia már Lynchburgben született és 1872-ben megszületett Maria Louisa lányával tovább megsokasodott a család. Longstreetet besorolták a scalawagek közé, mely terminust a mezőgazdasági nyelvezet a marhacsorda értéktelen, bokros, beteg, leromlott állataira használt, a polgárháború után pedig a déli ügy árulóira szórt.

### Belépése a Republikánus pártba és anyagi konszolidációja

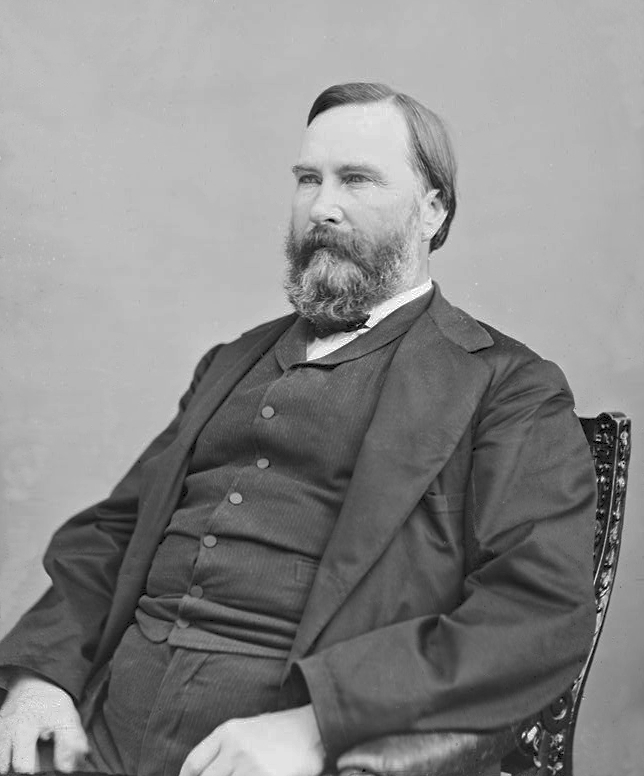
James Longstreet a háború után

Longstreet a következő évben elmélyítette kapcsolatait a louisianai republikánus vezető személyiségekkel. 1868. június 24-én a Kongresszus radikális republikánusai más déli notabilitások ügyével egybekötve megszavazták állampolgársága és politikai jogai helyreállítását. Longstreet belépett a Republikánus pártba és támogatni kezdte Grant elnökválasztási kampányát.Grant győzött a választáson, Longstreet részt vette a felesküvési ceremónián és hat nappal később kinevezték New Orleans vámfelügyelőjének, évi 6000 dolláros fizetéssel. Feladatát hozzáértéssel végezte, s közben növekvő mértékben kezdte támogatni Henry C. Warmouth kormányzó, volt uniós tiszt politikáját. Warmouth 1870 májusában kinevezte az állami milícia hadsereg-felügyelőjévé. Egy hónappal később elnökké választották az újonnan megalapított New Orleans & Northeastern vasúttársaságnál évi háromezer dolláros fizetéssel. Összességében ekkor évi tíz-tizenötezer dolláros jövedelemmel rendelkezett, amely igen tekintélyesnek számított akkoriban.
1871–72-ben a Republikánus párt louisianai szervezetében belharc bontakozott ki a Warmouth kormányzó körül csoportosulók és a Custom House (Vámház) nevű klikk támogatói között. Longstreet Grantnek küldött leveliben Warmouth támogatását kérte a párttól. 1872 január 8-án Longstreet erőfeszítési jutalmául az állami milícia dandártábornoka lett, majd előléptették vezérőrnaggyá és egész New Orleans milíciája és minden rendőri ereje az irányítása alá került. Márciusban Longstreet a Custom House akciói elleni tiltakozásul lemondott vámszedői és vasútelnöki pozícióiról. Áprilisban megvált hadsereg-felügyelői tisztjétől is. Grant a Warmouth-ellenes blokkhoz húzott, így Longstreet a választás fordulatos küzdelmében nagy vargabetűket kényszerült leírni.

### Az 1872-es választás és aLiberty Place-i ütközet
Az 1872 őszi kormányzóválasztáson óriási csalások mellett kiélezett küzdelem bontakozott ki a Custom House jelöltje, William H. Kellogg és a demokrata párti John McEnery között és mindkét fél magát tekintette győztesnek. Grant megtagadta a botrányos választás megismétlését és Kellogg győzelmét tekintette hivatalosnak, Longstreet is erre az álláspontra helyezkedett. A városban zavargások törtek ki és valaki megpróbálta kioltani Kellogg életét is. 1873-ban a Knights of the White Camellia (A Fehér Kamélia Lovagjai) szervezet megtámadta a colfaxi tisztviselőket és 3 fehér embert, valamint kb. 80 négert kivégzett közülük. A demokrata szimpatizánsok továbbra sem ismerték el a vereséget és 1874-re az állandósodó felfordulásban a Crescent City White League (Crescent City Fehér Liga) szervezetben tömörültek, sok régi konföderációs harcossal a soraikban. A rendet csak a szövetségi hadsereg beavatkozásával fenyegetve lehetett fenntartani. 1874. augusztus 30-án hat republikánus tisztségviselőt meggyilkoltak, ezért Kellogg szükségállapotot hirdetett és behívta a katonaságot. Longstreet rendőrsége a Fehér Ligának szánt fegyverszállítmányokat fülelt le. Szeptember 14-én kitört a fegyveres harc. 8400 Liga tag vonult a kormányzóság épülete ellen, melynek környékét kb. 3600 néger milicista és rendőr védte két Gatling-géppuskával és egy üteg ágyúval. Longstreet a Liga soraihoz lovagolt tárgyalni és követelte, hogy oszoljanak szét, de lerángatták a lováról és foglyul ejtették. A Liga egyik tisztje szerint a legnagyobb nehézséggel tudta csak visszatartani embereit attól, hogy lelőjék. Ezután a Liga támadásba lendült és rohamuk elsöpörte az ellenállást. Longstreet csapatai vagy megadták magukat, vagy elmenekültek, ezzel a Liga elfoglalta a városcentrumot. Összesen 38-an haltak meg és 79-en szenvedtek sebesülést.
Két nappal később a szövetségi katonaság helyreállította a rendet, Longstreetet kiszabadították, McEneryt letartóztatták és az elmenekült Kelloggot visszahelyezték hivatalába. Kellogg uralma azonban teljesen a hadsereg jelenlétén alapult, a fekete milícia képtelennek bizonyult a helyzet ellenőrzésére és így Longstreetet leváltották. 1873 júniusában Kelloggtól négy évre elnyerte a Levee Commission of Engineers (Árvízvédelmi Mérnöki Bizottság) mérnöki pozícióját. Az ütközet előtt a mérnöki munkával járó utazásáról éppen csak visszatért. Liberty Place után pár hónapig még folytatta a mocsarakban való munkát, de reumától és a vállában maradt golyótól szenvedett és New Orleansban több ízben sárgalázjárvány ütötte fel a fejét. Kellogg támogatása minimálisra csökkent, az állami törvényhozásban a demokraták tovább növelték mandátumaik számát és érezhető volt, hogy új éra készülődik. A republikánus uralom teljesen összeomlott Louisianában és az 1876-os kormányzóválasztáson véget is ért. A louisianai közvélemény előtt teljesen ellehetetlenült Longstreet még 1875 nyarán menekülésszerűen Georgiába települt át, ahol családja csatlakozott hozzá Lynchburgből.

### Az 1870-es évek polgárháborús vitái
Lee életében rendszeresen megvédte Longstreetet a különböző támadásoktól, de az óriási tekintélyű tábornagy 1870. október 12-én elhalálozott és az indulatok ezután elszabadultak. A exkonföderációs katonatársak nagyszabású támadásai 1872. január 19-én, Robert E. Lee születésnapjának évfordulóján vették kezdetüket. Jubal A. Early a Washington és Lee Egyetemen pénzgyűjtő beszédet tartott Lee szobrának felállítása céljából. Beszédében felmentette Lee-t gettysburgi hibái alól és megvádolta Longstreetet a második napi későn indított támadással, sőt a harmadik napi kudarc felelősségét is az ő nyakába varrta. Egy évvel később, 1873. január 19-én William N. Pendleton, Lee tüzérségi főnöke szintén azt állította, hogy Longstreet nem engedelmeskedett annak a világosan tudtára adott parancsnak, hogy július 2-án hajnalban támadjon. Mindkét vád kitalációkon alapult, ennek ellenére Longstreet egészen 1875-ig nem válaszolt rájuk nyilvánosan. Ekkortájt Louisianában egyre gyűlöltebb személyiséggé vált és jól sejtette, hogy további sajtócikkek megjelentetése esetleg lincshangulatot válthat ki ellenségeiből. A késlekedés azonban lejáratta a közvélemény előtt, melyben a Veszett Ügy mítosza addigra gyökeret vert. 1873-ban Jubal Early és követői irányítást szereztek a Southern Historical Society-ben (Déli Történeti Társaság) és nézeteik központi szócsövévé tették a szervezetet. 1876-ban J. William Jones, aki a polgárháború alatt hivatalnok volt, megkezdte a SHS kiadványainak terjesztését, mely a Veszett Ügy fő szószólója lett és 52 kötetnyi publikációt termelt.
1875-ben Longstreet visszatelepült Georgiába, megvásárolta a Piedmont Hotelt és válaszolni kezdett a vádakra. Longstreet, Early, és Fitzhugh Lee egészen 1877-ig irogatták egymásnak viszontválaszaikat a gettysburgi csata témájában. 1879-ben Longstreet cikkeket írt Gettysburgről a Philadelphia Weekly Times újságba az Annals of the War cikksorozatába, melyben megismételte Swintonnak 1866-ban tett állításait, melynek alapján Swinton Gettysburg kudarcát Lee-nek, Ewellnek és Earlynek tulajdonította, Longstreet pedig nem szerepelt a bűnösök között.

### Georgia
1878-ban Rutherford B. Hayes elnök kinevezte az adóhivatal vezetőhelyettesének. Ezt a feladatot mindössze egy pár hónapig látta el, mielőtt Gainesville postamestere lett. 1880-ban Hayes felkérte az Oszmán Birodalomba kirendelt nagykövetnek, majd 1897-től 1904-ig William McKinley és Theodore Roosevelt elnöksége alatt vasúti felügyelőként szolgált, Wade Hampton III utódaként.

Gyakori New Orleans-i üzleti útjai egyikén, 1877-ben Longstreet elhagyta az episzkopális egyházat és katolikussá keresztelkedett. Vallását buzgón gyakorolva élt élete végéig. 1881-től 1884-ig U. S. Marshalként állt az állam szolgálatában, míg a Demokrata párt hatalomra kerülése véget vetett politikai karrierjének és félig visszavonultan élt Gainesville melletti 26 hektáros farmján, ahol pulykákat tenyésztett, gyümölcsöst gondozott és szőlőt termesztett egy teraszos telken, melyet szomszédai viccesen Gettysburgnek neveztek. 1889. április 9-én (az appomattoxi fegyverletétel 24. évfordulóján) házát és személyes ingóságait tűzvész pusztította el. A tűzben odavesztek emléktárgyai és polgárháborús feljegyzései, melynek alapján visszaemlékezését írta. Felesége, Louise nem épült fel a csapásból és decemberben meghalt. Longstreet 1897-ben újraházasodott és a kormányzó atlantai házában tartott menyegzőn a 34 éves Helen Dortch-ot vette feleségül. Noha gyermekei nem lelkesedtek az új házasságért, Helen gondoskodó, szerető társa lett, aki az öregúr halála után eltökélten ápolta emlékezetét. Helen 58 évvel élte túl férjét, s 1962-ben halt meg.
Louise halála és évtizedek vádaskodásainak eltűrése után 1896-ban Longstreet kiadta From Manassan to Appomattox című emlékiratait, melyben a legtöbb ellene felhozott vádat elutasította. Az öt évig készülő műhöz Longstreet egy névtelenül maradt írót használt négernek. 1898-ban, a Spanyol–amerikai háború kitörésekor a Dél ugyanazon az oldalon találta magát, mint Észak. A még élő déli tisztek közül Joseph Wheeler, Fitzhugh Lee és mások szövetségi szolgálatba léptek. 1902-ben Longstreet részt vett a West Point akadémia 100 éves évfordulójának ünnepén, mikor meglátta a tábornokká előléptetett Wheelert, azt mondta: „Joe, remélem a mindenható Isten előbb vesz engem magához, mint téged, mert ott akarok lenni a Pokol kapuja körül , mikor Jubal Early kiátkoz az egyenruha miatt.” Utolsó éveiben egészsége lehanyatlott és részlegesen megsüketült. 1902-ben heveny reumától szenvedett, és emiatt nem tudott pár percnél többet egyfolytában állni. Súlya 100 kilogrammról 67-re fogyott 1903 januárjára. Jobb szemét rák támadta meg és decemberben Chicagóba kellett utaznia röntgenterápiára. 83-dik születésnapja előtt hat nappal Gainesville-ben, tüdőgyulladásban halt meg. Földi maradványait az Alta Vista Cemetery temetőjében helyezték örök nyugatomra. Meglehetett az az elégtétele, hogy majdnem minden becsmérlőjét túlélte és látta a huszadik század beköszöntét.

## Az utókor megítélése
Manapság a legtöbb szakértő elismeri parancsnoki képességeit, illetve azt, hogy igazságtalanul ítélték meg Gettysburg miatt. A 20. században az óriási tekintélyre szert tevő Douglas Southall Freeman történész Lee-ről szóló életrajzával életben tartotta a Longstreetet elítélő narratívát. Gallagher idézi Freeman leírását a július 1-jén éjszakára szünetelő harcról: „A csata pontosan ebben az órában dőlt el Longstreet fejében, aki pár kilométerre levő táborában csüggedt elkeseredésében azon bánkódott, hogy Lee elutasította a stratégiai támadás és a taktikai védekezésről szőtt, hosszú ideje melengetett tervét.” Longstreet július 2-i működését olyan lassúnak nevezte, hogy „gyakran kérdezték, Lee miért nem tartóztatta le engedetlenségért, vagy miért nem állította hadbíróság elé.” Gallagher rámutat, hogy Freeman három kötetes, Lee's Lieutenants: a Study in Command című művében más következtetésre jut. Ebben azt állítja, hogy Longstreet hozzáállása „hibás volt, de az ösztöne nem csalt. Engedelmeskednie kellett volna a parancsoknak, de azon parancsokat soha nem lett volna szabad kiadni.”
Clifford Dowdey, egy virginiai újságkiadó és regényíró ismert volt Longstreetet érintő heveny kritikájáról az 1950-es és 1960-as években. Valószínű, hogy legalábbis kezdetben Freement és Dowdey-t egyaránt befolyásolta Jubal Early és a Southern Historical Society a Dél Veszett Ügyében kifejtett munkássága.
Longstreet halála után második felesége, Helen Dortch Longstreet magánkiadásban publikálta a Lee and Longstreet at High Tide c. könyvét, mely férje védelmében megjegyezte „Délen a zendülés szellemében úgy tanítják, hogy a szövetségi győzelem a maga teljes váratlanságában Longstreet tábornok bűnös engedetlenségének köszönhetően született meg.”
1968-ban kiadták Glenn Tucker könyvét, melyet Lee and Longstreet at Gettysburg (Lee és Longstreet Gettysburgben) címet viselte. Tucker egyértelműen Longstreet pártját fogja a vitában.
Michael Shaara The Killer Angels című, 1974-es regény Longstreet memoárján alapult, mi több, Sharaa azt nyilatkozta, hogy ez volt az egyetlen polgárháborús mű, amit saját regényének megírása előtt elolvasott. 1993-ban a regényből elkészült nagy sikerű filmadaptációja, Gettysburg címmel. A regény és a film segített helyreállítani Longstreet megítélését és nagyban növelte ismertségét. Thomas L. Connolly és Barbara L. Bellows God and General Longstreet című 1982-es munkája „tovább magasztalta Longstreetet a Lee, a Veszett Ügy és a virginiai revizionisták elleni támadásokkal.”
Jeffry D. Wert azt írta: „Longstreet ... volt a legjobb hadtestparancsnok az Észak-Virginiai hadseregben; mi több állítható, hogy ő volt a legjobb az egész háborúban, mindkét felet beleértve.” Richard L. DiNardo szerint „még Longstreet legkérlelhetetlenebb kritikusai sem tagadhatják, hogy páratlan törzset állított össze, melynek de facto törzsfőnöke, G. Moxley Sorrel alezredes volt a Konföderáció legkiválóbb törzstisztje.” DiNardo idézte a tábornok és törzse közti hatékony, ütközetbeli csapatmozgatási hatáskörmegosztást, melyben felülmúlta a Konföderáció más tábornoki stábjait. 

### Emlékezete

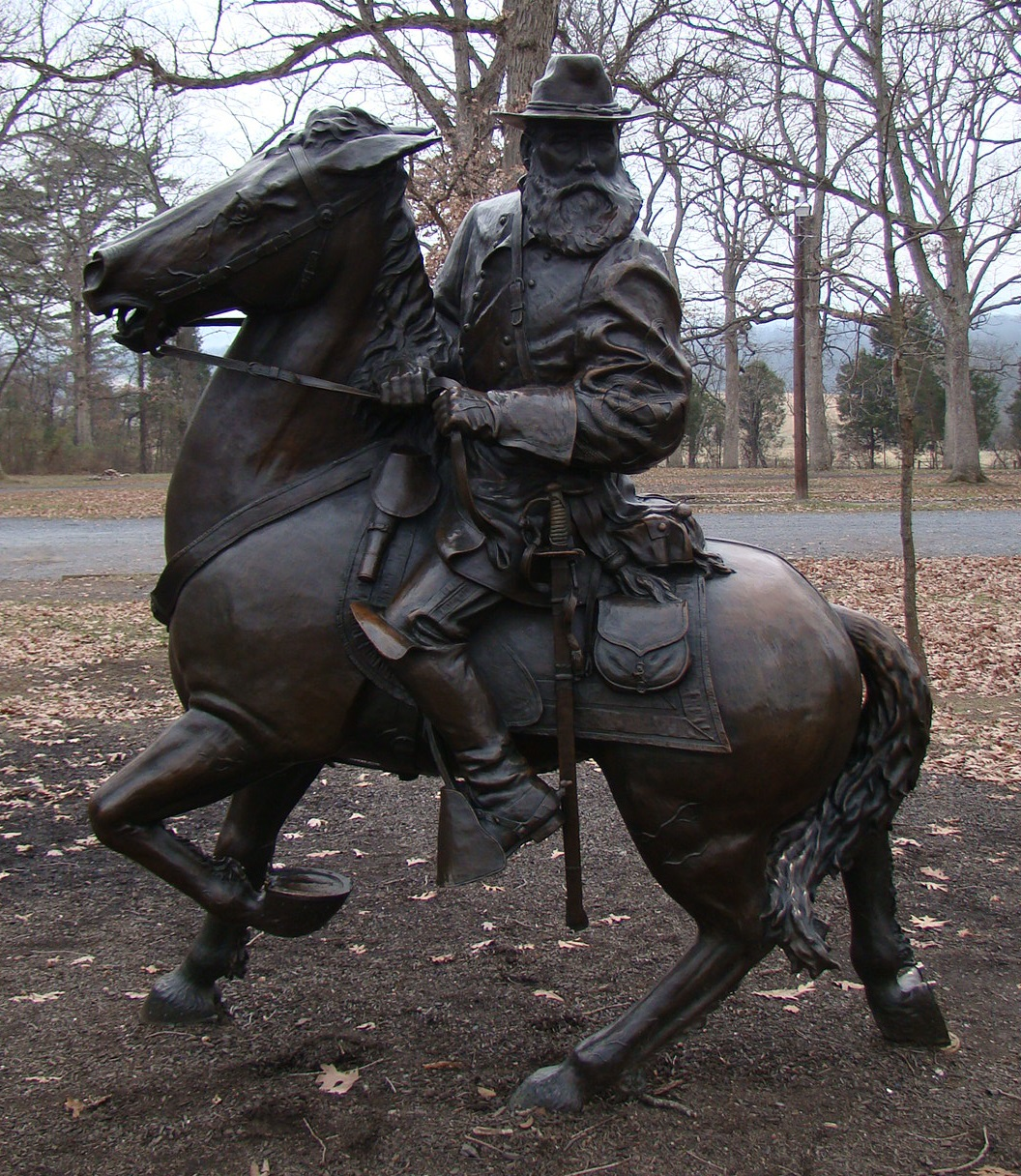
Longstreet tábornok lovasszobra. A visszahőkölő ló neve Hero (Hős) volt és a szobor a Pitzer-erdőben felállítva a Gettysburg Katonai Nemzeti Parkban

Longstreet emlékét Gainesville-ben sok helyen felfedezhetjük, pl. a Chattahoochee-folyón átívelő Longstreet híd róla lett elnevezve. A híd a 129-es úton fekszik és később gáttá építették ki a Sidney Landier-tó létrehozásához. A United Daughters of the Confederacy (a Konföderáció Lányai hagyományőrző egyesület) helyi egylete is róla van elnevezve.
1998-ban a Gettysburg Katonai Nemzeti Park egyik utolsó emlékműveként kissé megkésve felállították Gary Casteel készítette lovasszobrát. A szobor kedvenc lovát, Hero-t megülve ábrázolja a Pitzer-erdő egyik tisztásán; más tábornokokkal szemben az ő szobra a földön áll, nem rendelkezik hatalmas talapzattal.
A Longstreet Society (Longstreet Társaság) szervezete és annak múzeuma Gainesville-ben a tábornok munkásságának, életének és karrierjének tanulmányozásának van szentelve.

## Fordítás
- Ez a szócikk részben vagy egészben  a   James Longstreet című angol Wikipédia-szócikk ezen változatának fordításán alapul.  Az eredeti cikk szerkesztőit annak laptörténete sorolja fel. Ez a jelzés csupán a megfogalmazás eredetét és a szerzői jogokat jelzi, nem szolgál a cikkben szereplő információk forrásmegjelöléseként.